# Enluminure carolingienne

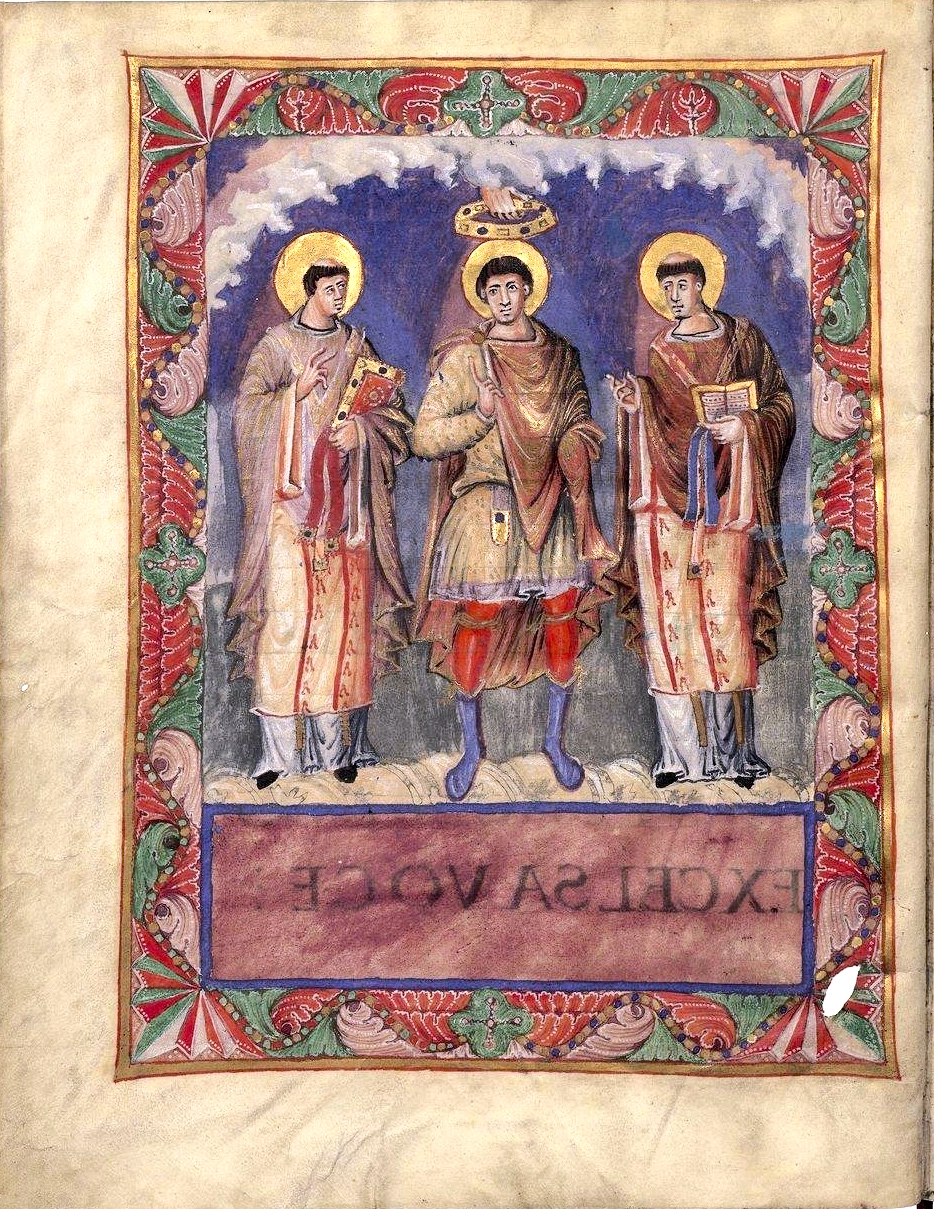
Charles le Chauve avec les papes Gélase et Grégoire Ier, dans le sacramentaire de Charles II le Chauve (École de la cour de Charles le Chauve, vers 870).

On appelle enluminure carolingienne l’enluminure produite  entre la fin du VIIIe siècle et la fin du IXe siècle dans l'empire carolingien. Alors que l'enluminure mérovingienne, qui la précède, est purement monacale, la carolingienne est issue des cours des rois francs ainsi que des résidences des évêques puissants. Le point de départ est l'école de la cour de Charlemagne au palais d'Aix-la-Chapelle, à qui l'on attribue les manuscrits du groupe d'Ada, la sœur de Charlemagne. Simultanément, et sans doute au même endroit, apparaît l'école du Palais, dont les artistes sont sous influence byzantine. Les codex de cette école sont aussi, du fait de leur style d'écriture, nommés groupe de l'Évangéliaire du couronnement de Vienne. Leurs particularités stylistiques font que ces deux écoles d'enluminure sont en contradiction directe avec les formes d'expression de l’Antiquité ; elles partagent la caractéristique de donner une clarté aux illustrations, ce qui n'est pas le cas précédemment. Après la mort de Charlemagne, le centre de l'enluminure émigre vers Reims, Tours et Metz. Même si l'école de la cour domine au temps de Charlemagne, l'art du livre s'inspire de l'école du Palais dans les centres ultérieurs.
L'enluminure carolingienne cesse de fleurir à la fin du IXe siècle lorsque se développe une école franco-saxonne, qui reprend des formes de l'ancienne enluminure insulaire, avant que l'enluminure ottonienne n'ouvre une nouvelle époque à la fin du Xe siècle.

## Bases de l'enluminure carolingienne

### Cadre temporel et géographique
La datation précise de l'art carolingien est discutée. Il est parfois considéré comme un stade artistique déterminé, mais, le plus souvent, on l'assimile aux autres styles du Ve siècle au XIe siècle de l'art du haut Moyen Âge, ou de la période pré-romane, en y incluant l'art ottonien, quoi que ce dernier puisse aussi être situé au début de l’époque romane. L'art carolingien est très fortement lié à la cour de son seigneur, et limité à l'empire des Carolingiens et à l'empire des Francs. Les domaines artistiques en dehors de cet ensemble ne sont pas considérés comme relevant de l'art carolingien. Le royaume de Lombardie, que Charlemagne conquiert en 773-774, est un cas particulier car il perpétue ses propres traditions culturelles, lesquelles influencent fortement l'art carolingien. Réciproquement, les mouvements de la renaissance carolingienne ont aussi une influence en Italie, et en particulier à Rome.
L'élection de Pépin le Bref comme roi des Francs, en 751, marque le début de la dynastie carolingienne, mais ce n'est que sous Charlemagne, seigneur unique de l’empire des Francs en 771, couronné empereur en 800, qu'un art proprement carolingien voit le jour. Le premier manuscrit d'apparat commandé par Charlemagne entre 781 et 783 est l'Évangéliaire de Godescalc. Après la mort de Louis le Pieux, successeur de Charlemagne, l'empire est partagé en trois par le Traité de Verdun de 843 : les Francie occidentale et orientale et la Lotharingie. La Lotharingie subit de nombreux partages dans les décennies suivantes, certains de ses territoires revenant aux Francie occidentale et orientale, tandis que d'autres, comme la Lorraine, la Bourgogne et des parties de l'Italie, deviennent des royaumes ou des duchés indépendants.
Avec la mort de Louis IV l'Enfant en 911, la lignée des Carolingiens orientaux s'éteint. Conrad le jeune, de la famille des conradins est élu pour lui succéder. Après sa mort, en 919, les grands électeurs de Franconie et de Saxe élisent Henri Ier roi de Francie orientale. Avec le passage de la royauté aux Liudolfinger saxons, que l'on désigne plus tard sous le terme d'Ottoniens, le centre de gravité de la production artistique se déplace vers la Francie orientale, où l'art ottonien développe son caractère propre (voir l'Acte de mariage de l'impératrice Théophano). En Francie occidentale, à la mort de Louis V le Fainéant en 987, la royauté passe à Hugues Capet, et donc à la dynastie des Capétiens. L'apogée de l’art carolingien est atteint dans l'ensemble du domaine franc vers la fin du IXe siècle, et les quelques ouvrages de moindre importance sont rattachés à d'anciennes traditions.

### Artistes et mécènes

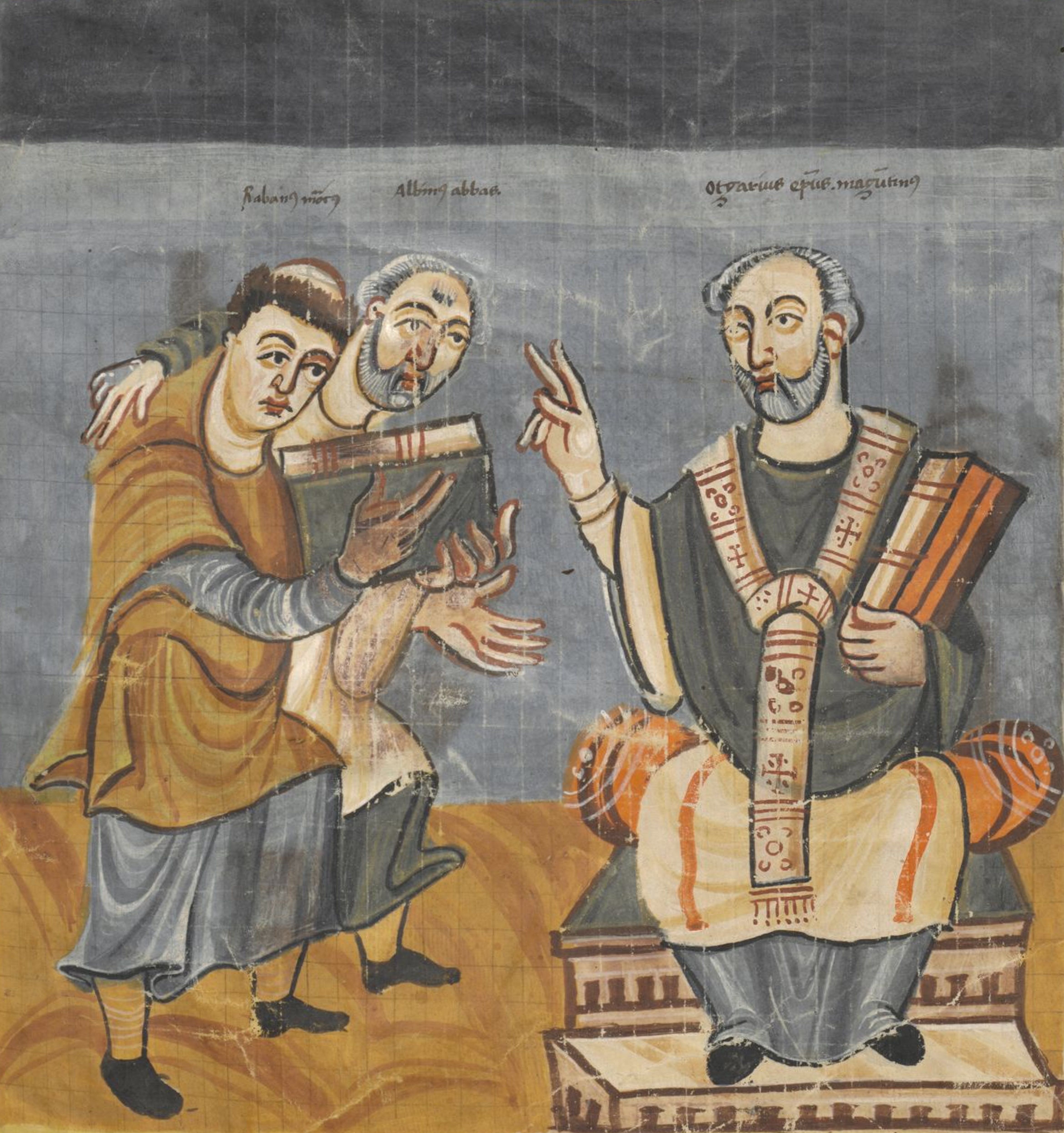
Raban Maur, soutenu par Alcuin, remet son travail à saint Martin de Tours, désigné de façon erronée par un auteur ultérieur comme Otgar de Mayence (Fulda, vers 840).

Tandis que, dans les temps mérovingiens, les couvents sont seuls responsables de la production des livres, la renaissance carolingienne est issue de la cour de Charlemagne. L'Évangéliaire de Godescalc, le Psautier de Dagulf, ainsi qu'un manuscrit sans décor témoignent par leurs poèmes de dédicace ou leurs colophons qu'ils ont été commandés par Charlemagne. Sous le règne des successeurs de Charlemagne, des ateliers voient le jour dans les cours des empereurs et rois carolingiens, ou auprès d'évêques importants, liés de près aux cours. Mais finalement, seul le couvent de Tours reste productif durant des décennies, jusqu'à sa destruction en 853.
La plupart des livres liturgiques sont destinés aux cours royales. Certains des codex les plus précieux servent de présents honorifiques, comme le Psautier de Dagulf, destiné à être un présent pour le pape Adrien Ier, mais qui ne peut lui être remis avant sa mort. Un troisième groupe de manuscrits est fabriqué pour les couvents les plus importants de l'empire, afin de porter l'élan religieux et culturel de la cour vers l’empire. C'est ainsi que l'évangéliaire d'Abbeville est destiné au gendre de Charlemagne, Angilbert, abbé laïc de Saint-Riquier. En 827, Louis le Pieux consacre un évangéliaire de l'école de la cour de Charlemagne à l’Abbaye Saint-Médard de Soissons. Inversement, le couvent de Tours, sous le comte Vivien, fait présent en 846 de la Bible de Vivien à Charles le Chauve, qui en fait don vers 869-870 à la cathédrale de Metz.
Peu d'enlumineurs du haut Moyen Âge ont laissé leur nom à la postérité. Dans le manuscrit des œuvres de Térence, provenant peut-être d'Aix-la-Chapelle, un des trois peintres, Adelricus, cache son nom dans une ornementation du fronton d'une enluminure. Selon ses propres affirmations, le moine savant de Fulda, Brun Candidus, qui a passé quelque temps à l'école de la cour d'Aix-la-Chapelle sous Éginhard, est le peintre de l'abside ouest de la basilique de Ratgar, consacrée en 819, au-dessus du sarcophage de Saint-Boniface au couvent de Fulda. Ainsi, on peut lui supposer un rôle important dans l'école de peinture de Fulda lors de la première moitié du IXe siècle. Il est hypothétique, mais pas invraisemblable, qu'il a donc lui-même réalisé les enluminures de la Vie de l’abbé Eigil. Le seul manuscrit, d'après lequel le jésuite Christophe Brouwer édite le texte dans son Sidera illustrium et sanctorum virorum, et dont il publie trois reproductions en gravure d'illustrations dans son Antiquitatum Fuldensium libri IV à Anvers en 1612, est probablement détruit pendant la guerre de Trente Ans avec la bibliothèque de Fulda.
Les scribes d'un manuscrit se mentionnent plus souvent que les enlumineurs dans les poèmes de dédicace ou les colophons. L'Évangile de Godescalc et le Psautier de Dagulf reçoivent leur nom d'après celui de leur scribe. Les deux se désignent comme chapelains, ce qui laisse penser que le scriptorium de l'école de la cour de Charlemagne est lié à la chancellerie. Dans le Codex Aureus de Saint-Emmeran, les moines Liuthard et Beringer se nomment scribes. Plus un scriptorium est petit, plus les ambitions pour ses enluminures sont limitées, et plus il est probable que les scribes réalisent aussi eux-mêmes les enluminures.

### Le livre à l'époque carolingienne et sa transmission

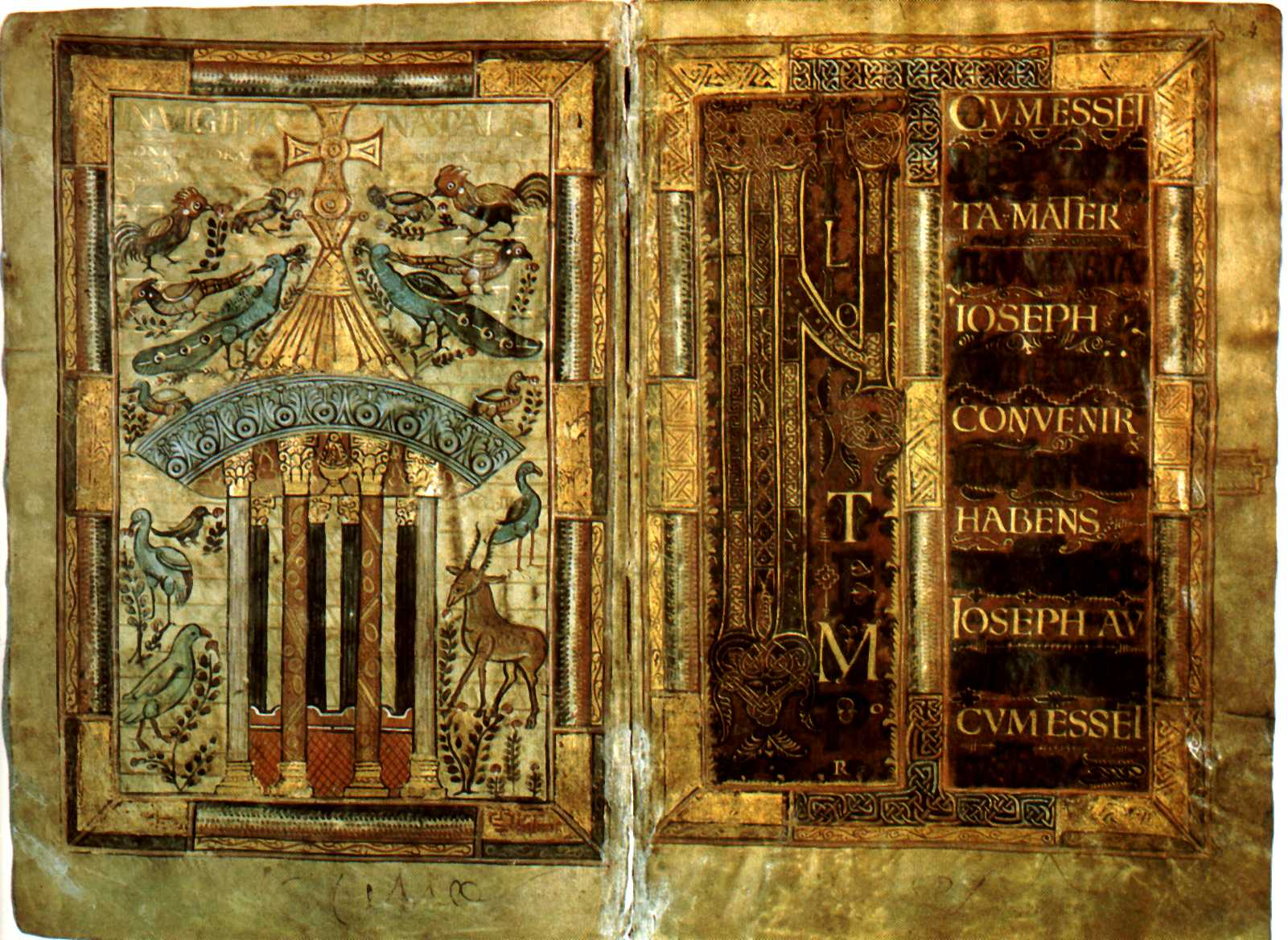
Évangéliaire de Godescalc (probablement Aix-la-Chapelle, entre 781 et 783), Fontaine de jouvence et page initiale (3v/4r).

Le livre, fabriqué avec beaucoup de travail et de matériaux onéreux, est sans conteste un objet de luxe. Tous les manuscrits carolingiens sont écrits sur parchemin, car le papier, plus économique, n'arrive en Europe qu'au cours du XIIIe siècle. Les manuscrits somptueux les plus représentatifs, comme l'Évangile de Godescalc, l'évangéliaire de Saint-Médard de Soissons, lÉvangéliaire du Couronnement, lÉvangéliaire de Lorsch, ou la Bible de Saint-Paul sont écrits à l'encre d'or ou d'argent sur du parchemin teinté de pourpre. Leurs couvertures sont ornées de plaques d'ivoire, fixées par des orfèvreries ornées de pierres précieuses. Pour les enluminures, la gouache prédomine ; le dessin au trait, même colorié, est plus rare.

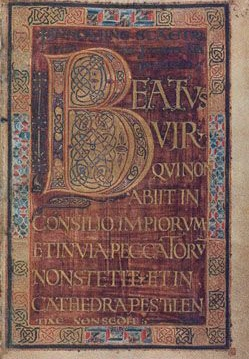
Le Psautier de Dagulf (Aix-la-Chapelle, avant 795) ne contient aucune enluminure, mais est écrit avec des encres d'or et d'argent sur du parchemin teint en pourpre.

Environ 8 000 manuscrits des VIIIe siècle et IXe siècle nous sont parvenus  (nombre estimé d'après les connaissances des années 1960). Il est difficile d'estimer les pertes dues aux incursions normandes, aux guerres, aux iconoclasmes, aux incendies, à l'ignorance ou à la récupération des matériaux. Les inventaires de livres qui nous sont parvenus donnent des renseignements sur le volume des plus grandes bibliothèques. Pendant l'époque carolingienne, le nombre de livres de l'abbaye de Saint-Gall passe de 284 à 428, l'abbaye de Lorsch en possède 690 à la fin du IXe siècle et celle de Murbach, 335. Les testaments permettent de se représenter le volume des bibliothèques  privées. Les 200 codex légués par Angilbert à l'abbaye de Saint-Riquier, parmi lesquels l'évangéliaire d'Abbeville, représentent sans doute une des plus grandes bibliothèques de l'époque. Eccard de Mâcon lègue environ 20 livres. On ne connaît  pas le volume de la bibliothèque de Charlemagne, vendue, d'après son testament, après sa mort. Dans la bibliothèque d'Aix-la-Chapelle se trouvent tous les ouvrages importants, et parmi eux beaucoup de livres romains, grecs et byzantins,.
La plupart des manuscrits ne sont pas du tout enluminés, et une petite partie ne l'est que sommairement. Dans la littérature sur l'histoire des arts ne sont pris en considération que les ouvrages majeurs de l'enluminure carolingienne. Les manuscrits somptueux – dans le cas des livres liturgiques – font l'objet d'une utilisation particulière. Les codex les plus onéreux n'ont pas de fonction utilitaire, ils sont conservés dans le trésor de l'église et servent principalement pour des représentations, comme l'indique le très faible nombre de traces d'utilisation. Les illustrations, sur un parchemin durable, dans un livre fermé, sont bien protégées des influences extérieures ; pendant longtemps les codex ne sont pas rangés sur des étagères, mais dans des coffres, plus rarement dans des armoires fermées. C'est pourquoi les manuscrits carolingiens enluminés sont relativement bien conservés, et bien des enluminures ont franchi les douze siècles dans un assez bon état. La plupart des manuscrits transmis sont complets, une transmission en fragments est rare. Mais le nombre de manuscrits enluminés perdus est significatif, comme le montrent des illustrations qui sont en fait des copies d'enluminures non parvenues jusqu'à nous. Dans certains cas, il existe  une mention de codex enluminés qui ne nous sont pas parvenus, comme un « Psautier doré » de la reine Hildegarde des débuts de l'enluminure carolingienne.

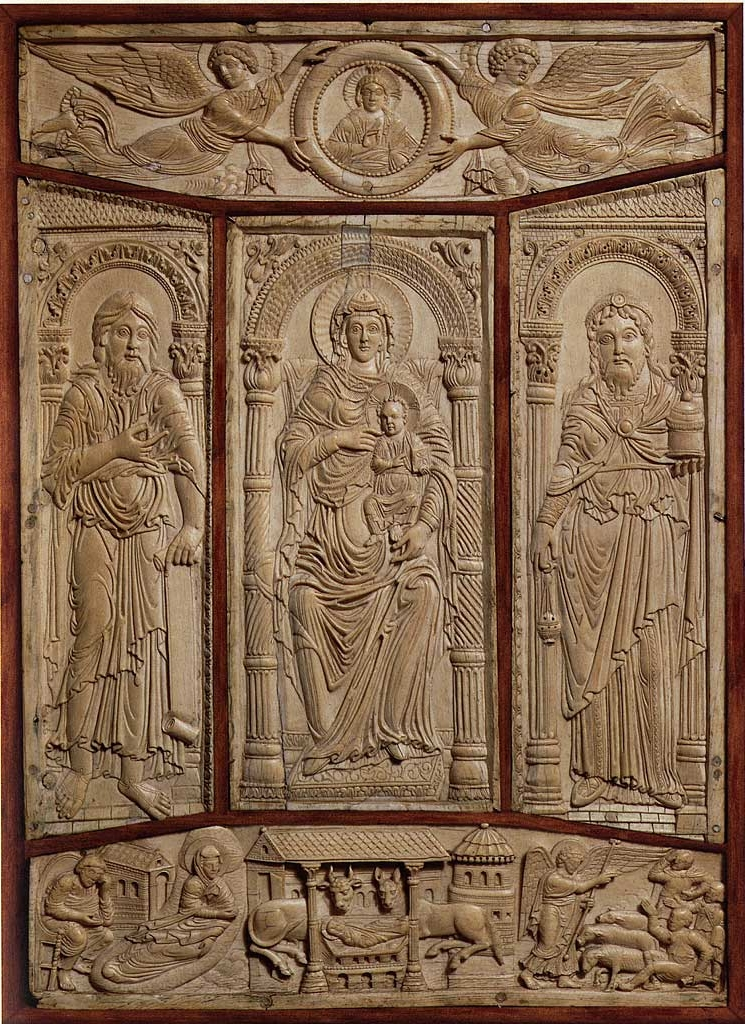
Plaques d'ivoire de la couverture de l'Évangéliaire de Lorsch.

Les couvertures de livres en or, que l’on peut facilement fondre, ont rarement échappé aux pillages. Les plaques d'ivoire des couvertures se sont mieux conservées, mais en aucun cas en rapport avec le codex qu'elles ornent initialement. Les cinq plaques de l’Évangéliaire de Lorsch se trouvent maintenant au musée du Vatican. Et la plaque d'ivoire inférieure n'est pas un travail carolingien, mais un original de l'Antiquité tardive, comme on peut le constater par une inscription à son revers. Les seules plaques d'ivoire que l'on peut dater avec certitude sont celles du psautier de Dagulf, qui sont décrites avec précision dans le poème de dédicace, et qui peuvent ainsi être identifiées avec deux plaques du musée du Louvre. L'enluminure est en interaction étroite avec la sculpture sur ivoire. Les œuvres de petit format, facilement transportables, acquièrent un rôle important dans la transmission de l'art antique et byzantin. À l'opposé, la sculpture carolingienne en grandeur nature ne laisse que quelques fragments ; les travaux de joaillerie se sont mieux transmis. En relation avec l'enluminure, la couverture du codex aureus de Saint-Emmeran, de l'école de la cour de Charles le Chauve, est intéressante.

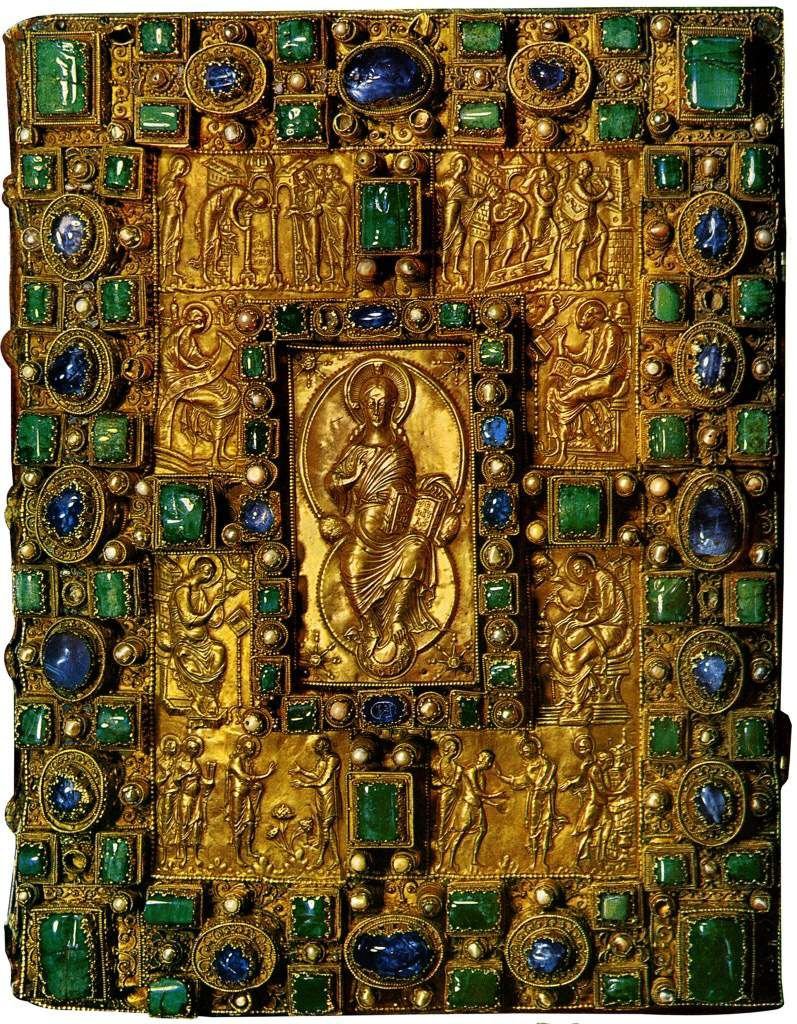
Couverture du Codex Aureus de Saint-Emmeran

En raison de leur relativement bonne transmission, l'enluminure et la sculpture miniature ont pour l'histoire des sciences une importance encore plus grande que pour les autres époques, car toutes les autres formes d'art carolingiennes se sont très mal conservées. Cela est encore plus vrai pour la peinture murale monumentale, dont nous savons que c'est la forme principale de la peinture carolingienne, léguée aux temps ottonien et roman. On peut en déduire que toutes les églises, comme les palais, étaient recouverts de fresques, mais les restes minimes qui nous sont parvenus ne permettent pas de se représenter vraiment la splendeur des images. Les mosaïques dans la tradition antique jouent aussi un rôle ; par exemple, la chapelle du palais d'Aix-la-Chapelle est, à cette époque, ornée d'une somptueuse coupole en mosaïque.

## Précurseurs et influences

### L'enluminure mérovingienne

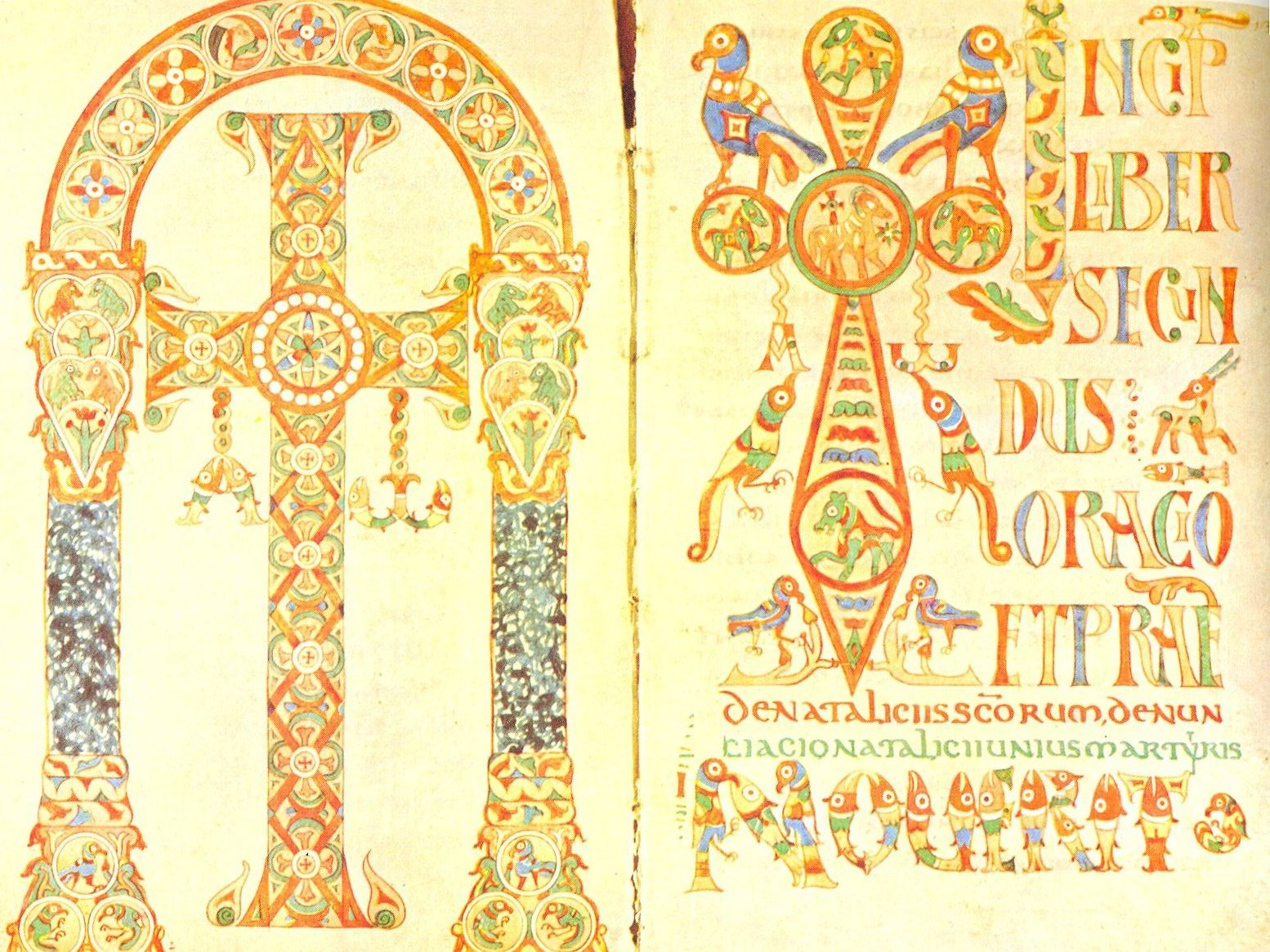
Sacramentaire gélasien du pape Gélase I^{er} (France du nord-est, milieu du VIIIe siècle

La renaissance carolingienne se développe dans un véritable « vide culturel » ; son centre est la résidence de Charlemagne à Aix-la-Chapelle. L'enluminure mérovingienne, nommée d'après la dynastie royale précédant les Carolingiens en Francie, est restée purement ornementale. Les initiales tracées à la règle et au compas, les images titres avec des arcades et une croix forment presque la seule forme d'illustration. À partir du VIIIe siècle, les ornements zoomorphes apparaissent ; ils deviennent si envahissants qu'on trouve, par exemple, dans des manuscrits du couvent de femmes de Chelles, des lignes entières où les lettres sont exclusivement des dessins d'animaux. À l'opposé de l'enluminure insulaire contemporaine à l'ornementation foisonnante, la mérovingienne tend à une organisation claire de la feuille. Un des scriptoriums les plus anciens et les plus productifs est le monastère de Luxeuil, fondé en 590 par le moine irlandais Colomban, et détruit en 732. L'abbaye de Corbie, fondée en 662, développe son propre style d'illustration. Outre Luxeuil et Chelles, l'Abbaye Saint-Vincent de Laon est un pôle d'enluminure mérovingienne. À partir du milieu du VIIIe siècle, elles sont fortement influencées par l'enluminure insulaire. Un évangéliaire d'Echternach montre que, dans ce couvent, scribes et enlumineurs irlandais et mérovingiens coopèrent.

### L'enluminure insulaire

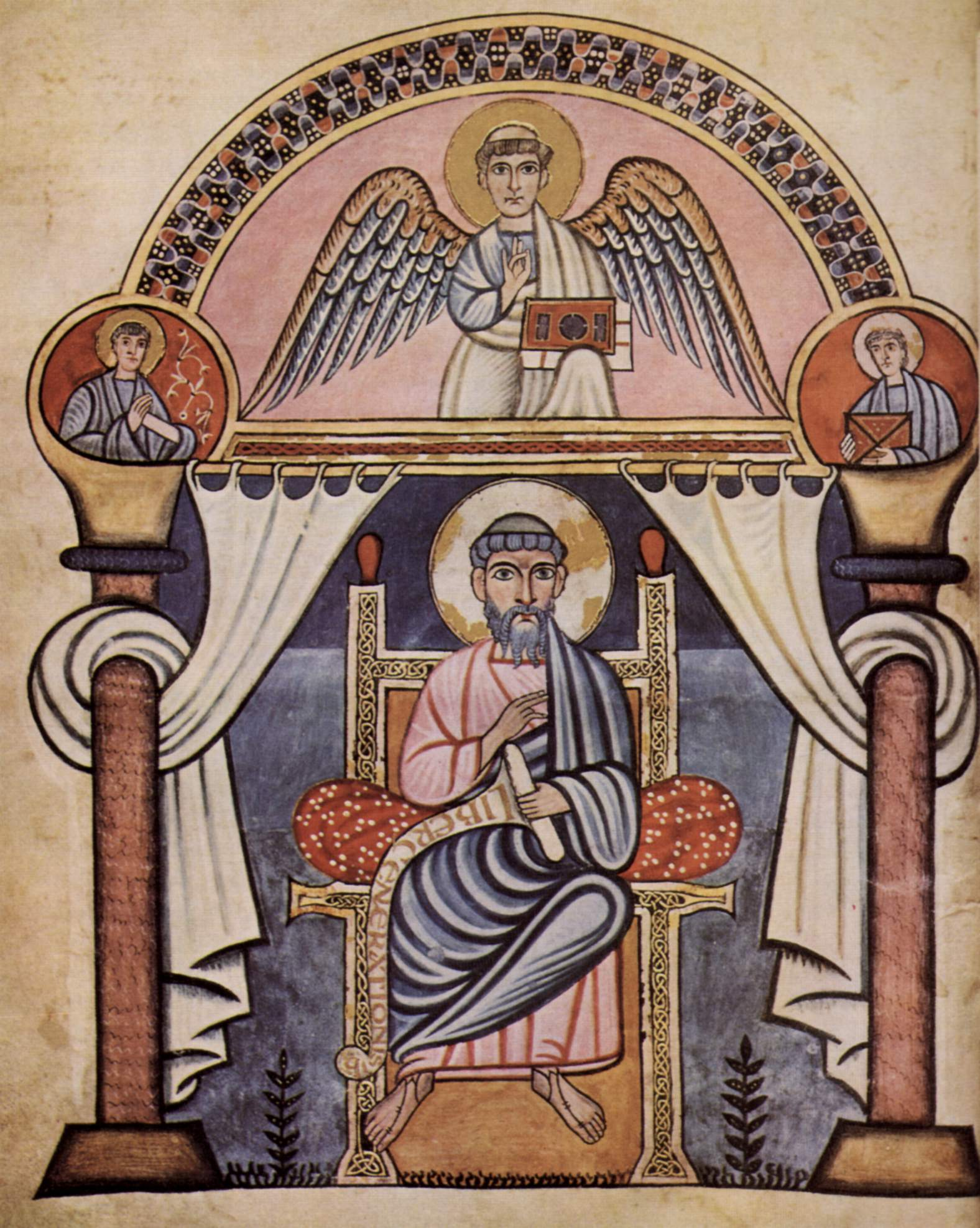
Les enluminures du Codex Aureus de Cantorbéry (milieu du VIIIe siècle) sont inhabituelles pour le style insulaire et anticipent sur l'école de la cour de Charlemagne.

Jusqu'à la renaissance carolingienne, les îles Britanniques sont le lieu de refuge de l'héritage romain-chrétien primitif. Il s'y crée, par mélange avec des éléments celtiques et germaniques, un style insulaire propre. Par son expression plus vigoureuse, privilégiant l'ornementation et restant strictement à deux dimensions, il s'oppose par son antinaturalisme à la langue des formes antiques. Ce n’est qu'exceptionnellement que les enluminures insulaires reprennent des éléments des formes classiques, comme le codex Amiatinus (Angleterre méridionale, vers 700), ou le codex Aureus de Cantorbéry (milieu du VIIIe siècle)

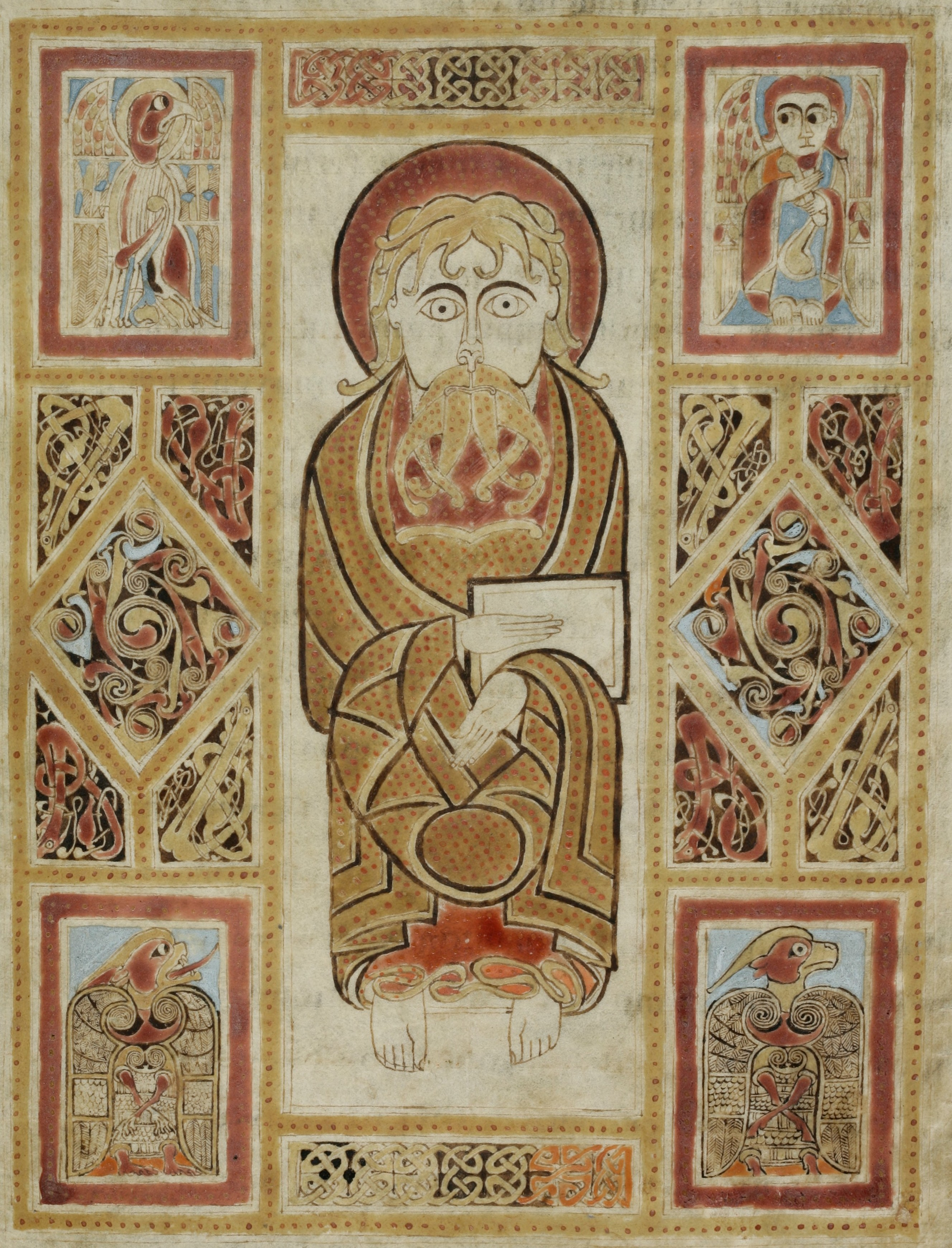
Évangéliaire irlandais de Saint-Gall (VIIIe siècle) arrivé au monastère franconien de Saint-Gall dès le IXe siècle.

Par la mission venant d'Irlande et d'Angleterre méridionale (Colomban de Luxeuil), le continent européen est fortement marqué par la culture conventuelle insulaire. Des moines irlandais fondent aux VIe et VIIe siècles dans toute la France, l'Allemagne, et même en Italie, des abbayes, qu'on appelle improprement « abbayes écossaises ». Celles-ci comprennent en particulier Annegray, Luxeuil, Saint-Gall, Fulda, Würzburg, Saint-Emmeran à Ratisbonne, Trèves, Echternach et Bobbio. Aux VIIIe et IXe siècles arrive une autre vague missionnaire anglo-saxonne. Par cette voie de nombreux manuscrits enluminés arrivent sur le continent ; ils exercent une forte influence sur les styles locaux, surtout dans l'écriture et dans l'ornementation. Alors qu'en Irlande et Angleterre, la production de livres s'effondre largement, en raison des invasions vikings à la fin du VIIIe siècle, la production d'enluminures dans le style insulaire se poursuit pendant quelques décennies sur le continent. À côté des travaux de cour carolingiens cette branche de tradition se maintient et marque, dans la deuxième moitié du IXe siècle, l’école franco-saxonne : les écoles de cour reprennent des éléments de l'enluminure insulaire, notamment la page de titre.

### Héritage de l'Antiquité

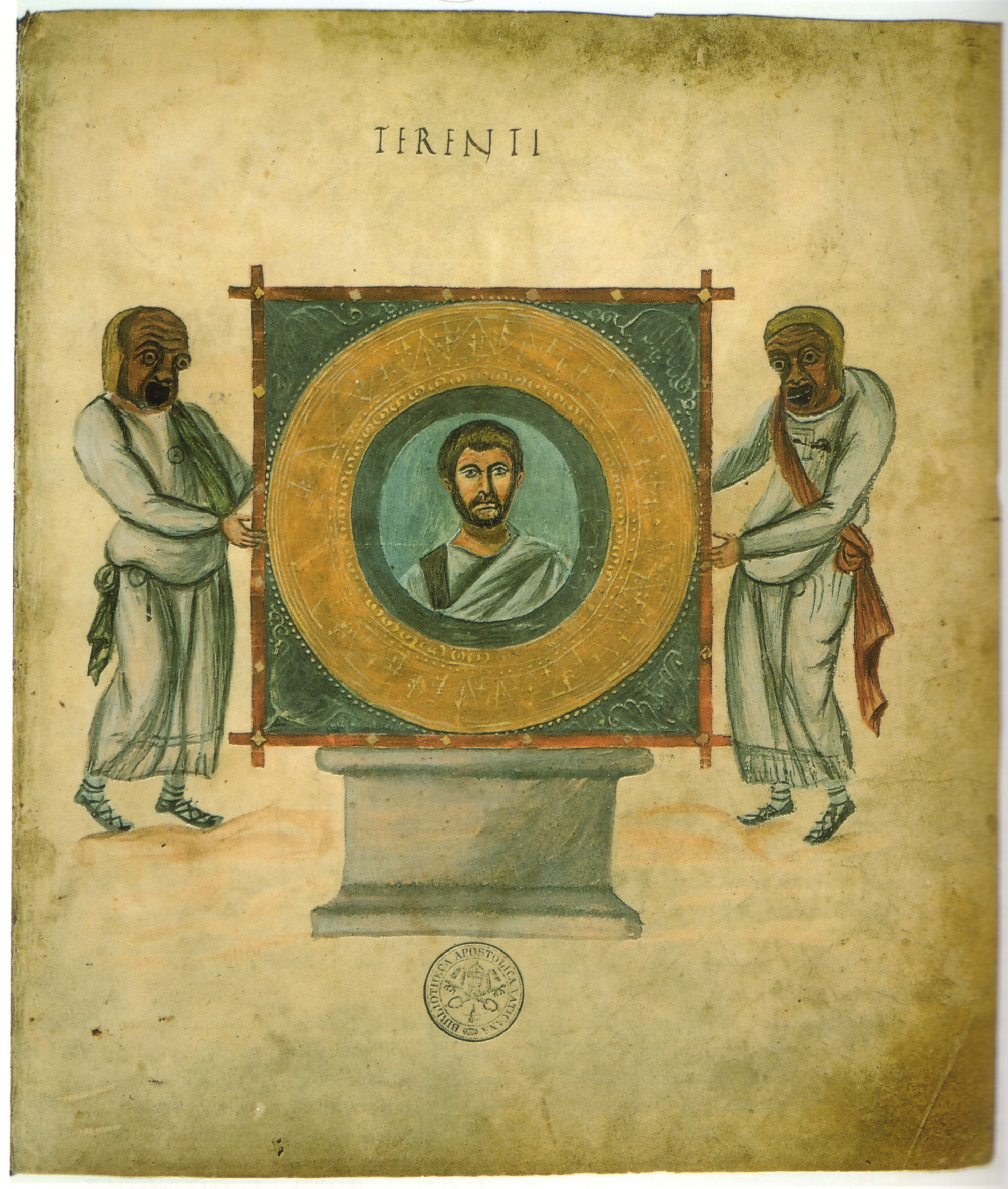
Portrait de Térence, l'auteur. Copie carolingienne d'un modèle antique (Lotharingie, peut-être Aix-la-Chapelle, vers 825).

Le retour à l'Antiquité est, par excellence, la caractéristique de l’art carolingien. L'adaptation programmatique à l’art antique s'oriente de façon systématique vers l'Empire romain tardif, se coule dans l'idée fondamentale de renovatio imperii romani (rénovation ou refondation de l'Empire romain). L'art carolingien se pose comme héritier de l’Empire romain dans tous les domaines. Les arts sont des points essentielles du courant de la renaissance carolingienne.
Pour accueillir l'art antique, il est très important pour les gens de l’époque d'étudier les œuvres originales, conservées en grand nombre à Rome. Pour les artistes et les érudits du nord, qui ne connaissaient pas l'Italie de première main, les œuvres d’enluminure paléo-chrétienne jouent un rôle important, car à côté de la petite sculpture, seul le livre pénètre dans les ateliers et les bibliothèques au nord des Alpes. Il est possible de démontrer que le scriptorium de Tours possède des originaux antiques servant de modèles. C'est ainsi que des peintures du Vergilius Vaticanus se trouvent à l'époque dans la bibliothèque de Tours :  elles sont décalquées et se retrouvent dans des Bibles. Parmi d'autres manuscrits conservés dans des bibliothèques importantes, on compte la Genèse de Cotton et la Bible Leo du Ve siècle. Beaucoup de livres illustrés de l'Antiquité ne nous sont plus accessibles que par ces copies carolingiennes.

### Byzance

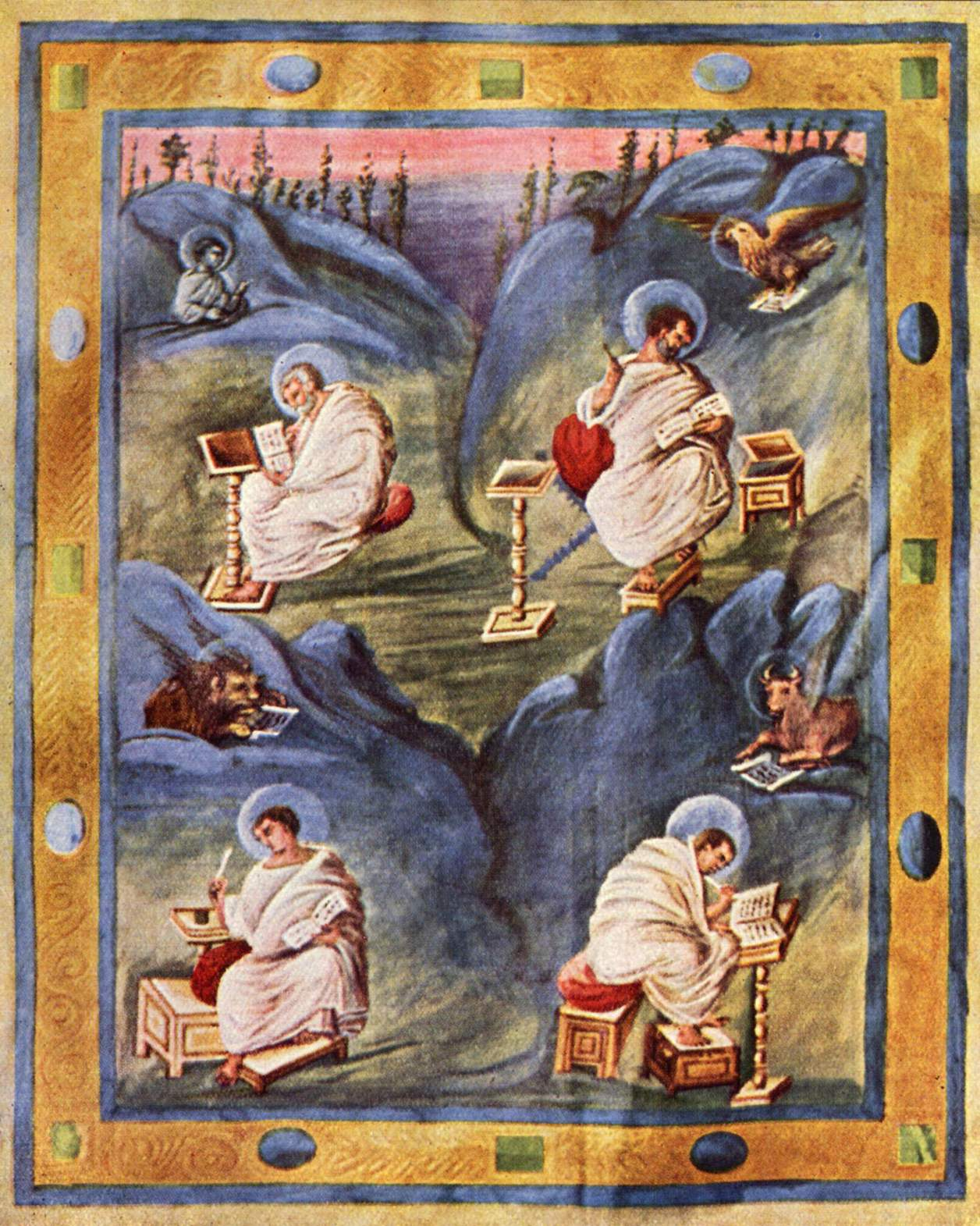
Les quatre Évangélistes dans l’Évangéliaire du Trésor enluminé par des artistes italo-byzantins (Aix-la-Chapelle, début du IXe siècle).

Outre les œuvres originales, l'art byzantin transmet l'héritage antique, en poursuivant sa production selon une tradition continue. Cependant la querelle des images, qui mine entre 726 et 843 le culte des images religieuses et attire une vague de destructions de ces images, provoque une large coupure dans la continuité de la tradition. Byzance possède jusqu'au VIIIe siècle, avec l’exarchat de Ravenne, une solide tête de pont en Occident. Les artistes, qui se sont enfuis de Byzance devant la répression qui suit l'interdiction des images, se mettent à travailler aussi pour l'art romain. Charlemagne attire des artistes de cette Italie marquée par Byzance pour créer les œuvres de ce qu'on appelle « l'école du Palais ».

### Italie
L'Italie n'est uniquement importante dans la transmission de l'art classique et de l'art de Byzance. Rome voit un mouvement très marqué de rénovation, en rapport avec la renaissance carolingienne française. Dans son rôle de protecteur de la papauté, le royaume des Francs se maintient très proche de Rome, qui, malgré son déclin depuis l'époque des invasions barbares, apparaît toujours comme le caput mundi, la tête du monde. Dans les années 774, puis en 780-781 ainsi qu'à l'occasion de son couronnement comme empereur en 800, Charlemagne lui-même y séjourne quelque temps.
Après la conquête, en 774, de la Lombardie par Charlemagne, de riches courants culturels se développent vers le nord. Les enluminures de l'école de la cour de Charlemagne montrent des similitudes avec les travaux lombards. Les nouvelles idées des rois francs passant commande de manuscrits de prestige se comparent à des exemples venus de la cour de Pavie, alors capitale lombarde.

## Développement de l'enluminure carolingienne
Il n'y a pas de style carolingien unique. Trois branches se forment, qui se rattachent à des écoles d'enluminure très différentes. Deux écoles sont rattachées à la cour de Charlemagne à Aix-la-Chapelle vers 800 : « l'école de la cour » et « l'école du Palais ». Sur cette base se  développent des styles d'ateliers marqués, avant tout à Reims, Metz et Tours, qui ne restent productifs guère plus que deux décennies. Ils dépendent fortement de la tradition du scriptorium associé, du contenu et de la qualité de la bibliothèque déjà présente, ainsi que de la personnalité du mécène. Un troisième style, largement indépendant de celui des écoles de cour, perpétue l'enluminure insulaire sous le nom d’« école franco-saxonne », laquelle domine l'enluminure vers la fin du IXe siècle.
Les deux écoles de la cour de Charlemagne ont en commun de se distinguer nettement du langage de l'antiquité, ainsi qu'une recherche sans précédent quant à la clarté de la mise en page de l'enluminure. Autant les enluminures insulaire et mérovingienne privilégient les arabesques abstraites et les animaux schématisés, autant l'enluminure carolingienne reprend les ornements classiques de l’ove, de la palmette, des pampres et de la feuille d'acanthe. Dans l’enluminure figurative, les artistes s'efforcent de donner une représentation compréhensible de l'anatomie et de la physiologie, du relief des corps et des espaces, ainsi que des effets de lumière sur les surfaces. Ce sont surtout ces éléments de vraisemblance qui sont supérieurs à ceux des écoles précédentes, dont les représentations du monde réel, à l'opposé de leurs images abstraites, sont « insatisfaisantes », pour ne pas dire ridicules.
La mise en ordre de l’enluminure n’est qu'une partie de la réforme carolingienne de l'art du manuscrit. Elle forme un tout avec le soin apporté à la rédaction des éditions modèles des livres bibliques, ainsi qu'avec la mise au point d'une écriture unifiée et claire, la minuscule caroline. De plus, tout le canon des écritures antiques est repris, essentiellement comme élément de segmentation du texte et d'ornementation ; par exemple l’onciale et la demi-onciale.

### Types de livres illustrés et de motifs iconographiques
Par la mise en relation entre le texte et l'image, le livre devient un instrument de diffusion de la pensée de la Renaissance dans l'Empire. L'évangéliaire est au centre des efforts de renouveau, dans la volonté d'uniformisation de la liturgie. Le psautier est le premier type de livre de prières. Au milieu du IXe siècle environ, l'éventail des livres illustrés s'élargit à la Bible intégrale et au sacramentaire. L’admonitio generalis de 789 demande explicitement que l'exécution des livres liturgiques soit confiée à des mains expérimentées (perfectae aetatis homines).

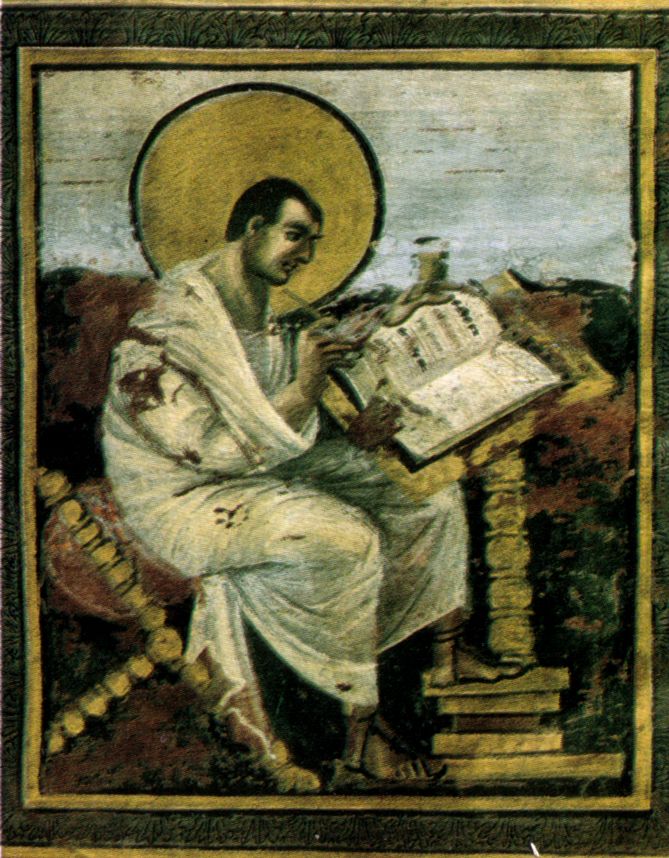
L'Évangéliste Matthieu dans l’Évangéliaire du Couronnement (Aix-la-Chapelle, peu avant 800).

L'ornement majeur des  évangéliaires est la représentation des quatre Évangélistes. Le Christ en gloire, image du Christ sur son trône, n'est que rarement représenté au début. Les images de Marie ou d'autres saints n'apparaissent guère pendant la période carolingienne. En 794, le synode de Francfort étudie l’iconoclasme byzantin, et interdit l'iconodulie, mais donne à l'enluminure la tâche de l'enseignement et de l'instruction. La position officielle des milieux entourant Charlemagne à ce sujet est illustrée par les Libri Carolini, dont l'auteur est sans doute Théodulf d'Orléans. Une des premières représentations du Christ en gloire, dans l'Évangile de Godescalc, date de 781-783, soit quelques années avant cette prise de position. Un synode franc adoucit ces prescriptions en 825. La gamme des thèmes dignes d'illustrations s'élargit, surtout dans les écoles de Metz et de Tours. À partir du milieu du IXe siècle, le motif du Christ en gloire devient un motif central, surtout dans les évangéliaires et Bibles de Tours, et appartient dorénavant, avec les images des Évangélistes, à un cycle iconologique stable. Dans l'Évangile de Godescalc apparaît, pour la première fois, le motif de la "Fontaine de Jouvence", repris dans l'évangéliaire de Saint-Médard de Soissons. Un nouveau motif apparaît, l’adoration de l'agneau pascal. Une partie notable de l'évangéliaire est formé des tables canoniques, texte du canon de la messe encadré par des arcades. L'école de la cour de Charlemagne se distingue en les plaçant dans une architecture de trône, qui n'existe pas dans les écoles de Reims et de Tours. Les enlumineurs reprennent la page de titre des enlumineurs insulaires.

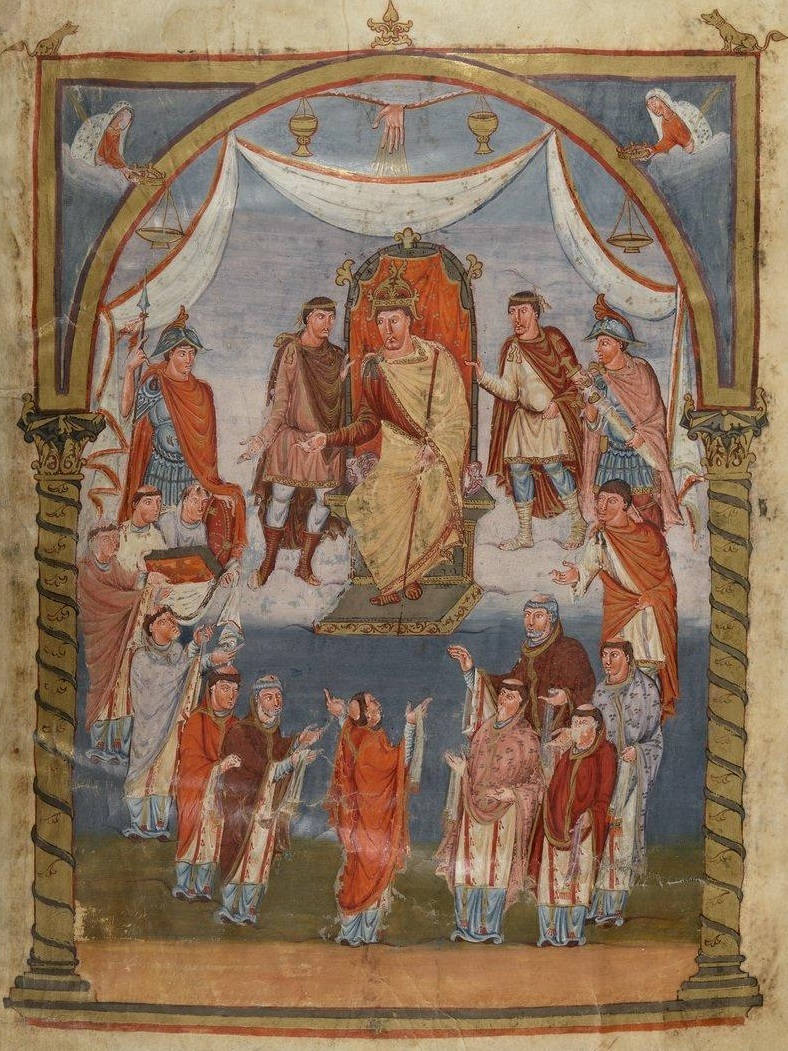
Représentation de Charles le Chauve dans la Bible de Vivien : au-dessus de lui la main divine (Tours, 845/846).

À partir de l'époque de Louis le Pieux, le portrait du roi devient un motif central, apparaissant essentiellement dans les manuscrits de Tours. Compte tenu du programme de revitalisation - dans le sens de rénovation - de l’héritage romain, et ainsi d'une légitimation de la royauté, ce motif acquiert une importance particulière. Par comparaison de ces images avec les descriptions de la littérature contemporaine de l'époque, comme la Vita Karoli Magni d'Éginhard ou la Gesta Hludowici de Thégan, on peut conclure qu'il s'agit de portraits typologiques dans l'esprit et, selon l’exemple des portraits impériaux romains, enrichis d'éléments réalistes de portrait. Le caractère sacré de la dignité impériale est thématisé dans presque toutes les images carolingiennes de l’empereur, lesquelles figurent ainsi surtout dans les livres liturgiques. Souvent la main de Dieu apparaît au-dessus de l'empereur. L'illustration la plus représentative est la connotation sacrée d'une enluminure représentant Louis le Pieux auréolé, portant la croix, qu'on trouve comme illustration de l'ouvrage De laudibus sanctae crucis de Raban Maur.

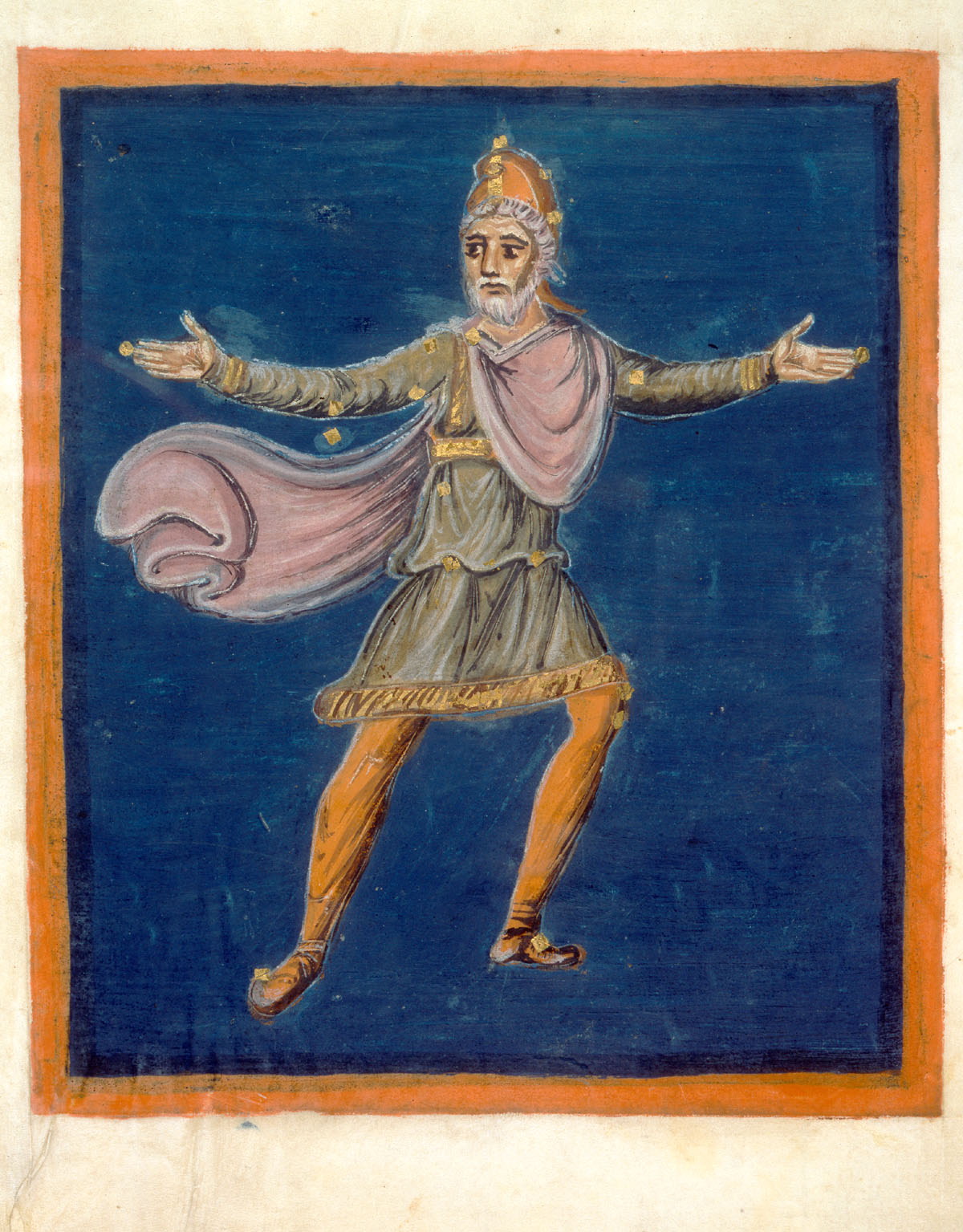
Représentation de Céphée dans le manuscrit Aratea de Leyde.

À côté des livres liturgiques, peu de livres laïcs sont illustrés. Parmi ceux-ci, on trouve des copies de catalogues de constellations de l'Antiquité tardive, qui jouent un rôle important. Émerge notamment un manuscrit des Aratea de Leyde de 830-840, recopié ultérieurement à plusieurs reprises. Le Physiologus de Berne (Reims, 825-850), est le manuscrit illustré de sciences naturelles le plus important des Physiologus. Un livre d'enseignement important pour le Moyen Âge est l'œuvre de Boèce De institutione arithmetica Libri II, enluminé vers 840 à Tours pour Charles le Chauve. Parmi les œuvres de littérature classique il faut mentionner en particulier des manuscrits de comédies de Térence, celui du Vatican réalisé en 825 en Lotharingie ainsi que dans la deuxième moitié du IXe siècle à Reims, mais aussi un manuscrit de poèmes de Prudence, qui pourrait provenir de l'abbaye de Reichenau et avoir été enluminé au troisième tiers du IXe siècle.
Les scènes de la vie de tous les jours sont particulièrement nombreuses dans les livres de Psaumes, comme celui d'Utrecht, le psautier de Stuttgart, le psautier doré de Saint-Gall. D'autres livres, tels un martyrologe de Wandalbert de Prüm (Reichenau, troisième quart du IXe siècle) présentent occasionnellement des images des mois, avec les activités paysannes au cours de l'année, des images de dédicace, ou des représentations de moines en train d'écrire. Mais les livres historiographiques ou juridiques n'ont pas l'honneur de l'enluminure. La littérature en langage populaire, qui n'est qu'à peine codifiée, n'est absolument pas digne d'une enluminure. Cela est vrai même pour les poèmes bibliques ambitieux tels le livre des évangiles d'Otfried de Wissembourg.

### L'enluminure à l'époque de Charlemagne

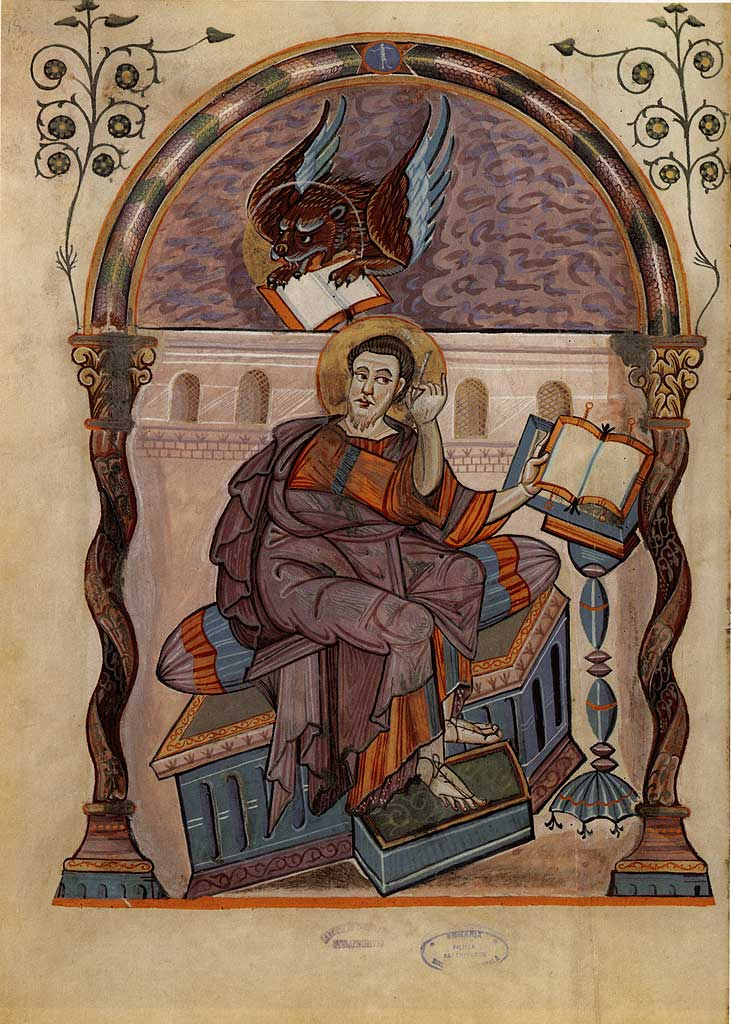
L'Évangéliste Marc dans l'Évangéliaire de Lorsch (Aix-la-Chapelle, vers 810).

La culture mérovingienne du livre, très influencée par l'illustration insulaire, se perpétue inchangée au changement de  dynastie des souverains franciques. Ceci prend fin brutalement à la fin du VIIIe siècle, lorsque Charlemagne (qui règne de 768 à 814), réunit les plus grands esprits de son temps à sa cour d'Aix-la-Chapelle, en vue de réformer toute la vie intellectuelle. Après son voyage en Italie de 780-781, Charlemagne nomme directeur de l'école de la cour le britannique Alcuin, qu'il a connu à Parme, et qui a auparavant dirigé l'école d'York. D'autres savants de la cour de Charlemagne sont Paul Diacre, ou Théodulf d'Orléans, qui enseignent aussi aux enfants de Charlemagne ainsi qu'aux jeunes nobles de la cour. Beaucoup de ces savants, après quelques années, sont nommés abbés ou évêques en des endroits importants de France, car l'idée de la restauration est liée avec la volonté de faire rayonner les performances spirituelles de la cour vers l'ensemble de l'empire. C'est ainsi que Théodulf est nommé évêque d'Orléans, Alcuin évêque de Tours en 796. Après lui, c'est Éginhard qui prend la direction de l'école de la cour.
Vers 800 se créent à la cour de Charlemagne deux groupes très différents de manuscrits de prestige pour l'usage liturgique dans les grandes abbayes et les sièges épiscopaux. Ces deux groupes sont désignés soit par leurs œuvres majeures : « groupe d'Ada » et « groupe de l'Évangéliaire du couronnement de Vienne », soit respectivement  « école de la cour » et « école du Palais » de Charlemagne. Les textes des manuscrits sont en étroite ressemblance, mais les enluminures n'ont aucune parenté stylistique. Le rapport entre les deux écoles est donc débattu depuis longtemps. Pour le groupe de l'Évangéliaire du Couronnement de Vienne, on a maintes fois suggéré un autre mécène que Charlemagne, mais les indices sont néanmoins en faveur d'une localisation à la cour d'Aix-la-Chapelle.

#### Le groupe d'Ada ou école de la cour

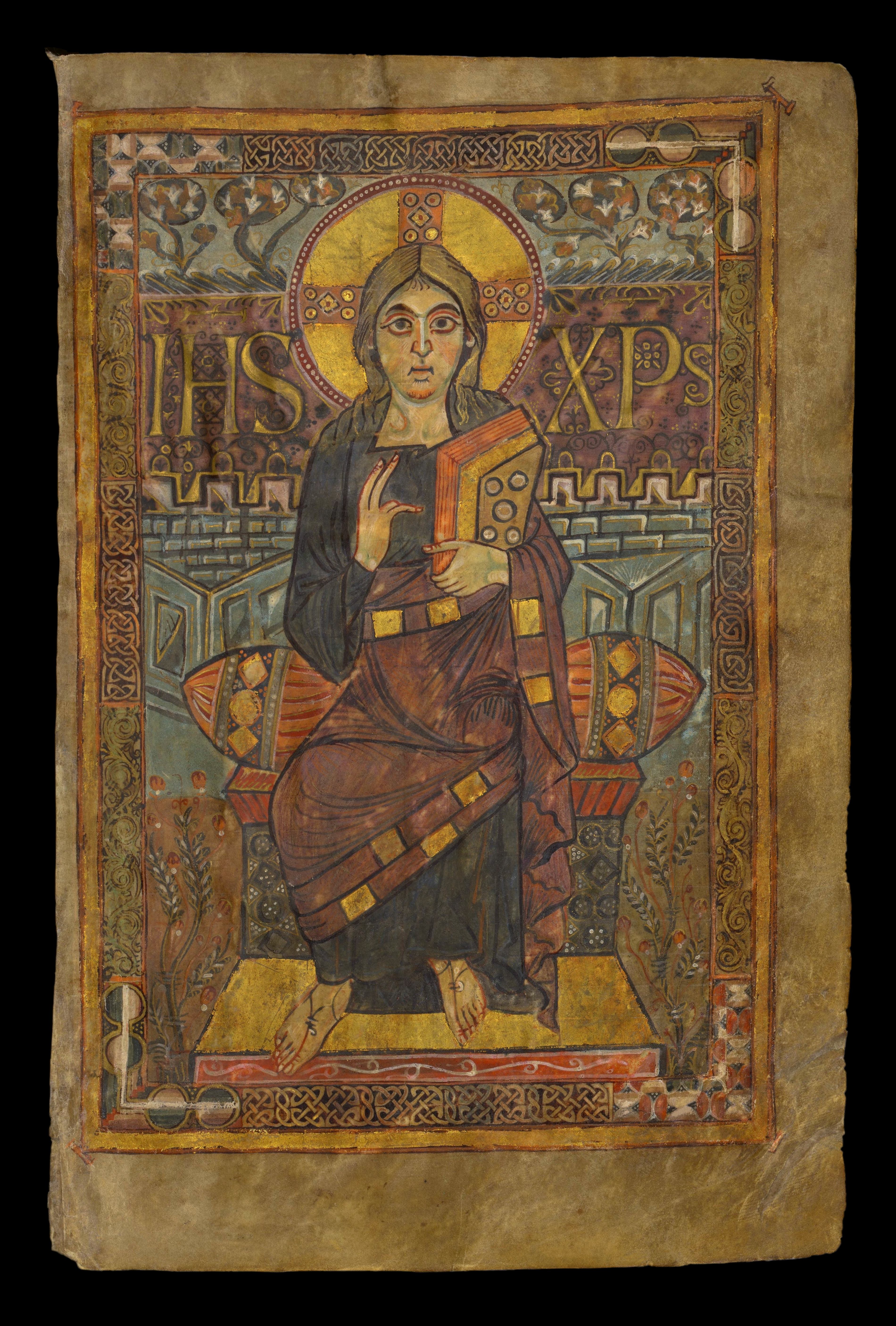
Représentation du Christ en gloire dans l'évangéliaire de Godescalc, probablement Aix-la-Chapelle, 781/783. BNF, NAL1203, f.3r

Le premier manuscrit de prestige que Charlemagne commande entre 781 et 783, soit immédiatement après son voyage à Rome, est l'Évangile de Godescalc, nommé d'après son scribe.  Il est possible que cette œuvre ne  soit pas encore  exécutée à Aix-la-Chapelle, mais dans la ville palatine de Worms. La grande page initiale, les lettres ornées et une partie de l'ornementation sont du style insulaire, rien ne rappelle le style mérovingien. La nouveauté se trouve dans l'écriture, ainsi que dans l'enluminure par des éléments d'ornement empruntés à l'Antiquité, motifs plastiques et figuratifs. Les enluminures en pleine page – le Christ en gloire, les quatre Évangélistes et la Fontaine de Jouvence – tendent vers un réalisme des corps et une liaison logique avec l'espace environnant, et ceci constitue une base stylistique pour les  œuvres ultérieures de l'école de la cour. Le texte est écrit à l'encre d'or et d'argent sur un parchemin pourpré.
La caractéristique commune aux manuscrits du groupe d'Ada, qui se situe alors certainement à la cour d'Aix-la-Chapelle, est une distinction consciente d'avec l'héritage de l'Antiquité, ainsi qu'un programme graphique cohérent. Ils s'inspirent ainsi probablement de modèles de l'antiquité tardive de Ravenne. À côté de cadres splendides d'architecture ornée de pierres précieuses imitant des arcades et de pages initiales ornées dans le style insulaire, la composition met en scène des images des Évangélistes en grand format, ce qui sera la base de beaucoup de variations des manuscrits du groupe.  Pour la première fois depuis l'époque romaine, les corps, habillés de vêtements amples et riches, montrent leur forme, prennent une nouvelle corpulence, et l'espace reprend ses trois dimensions. Les images ont une certaine « horreur du vide », et des paysages de trônes remplissent ainsi les pages autour des quatre Évangélistes.

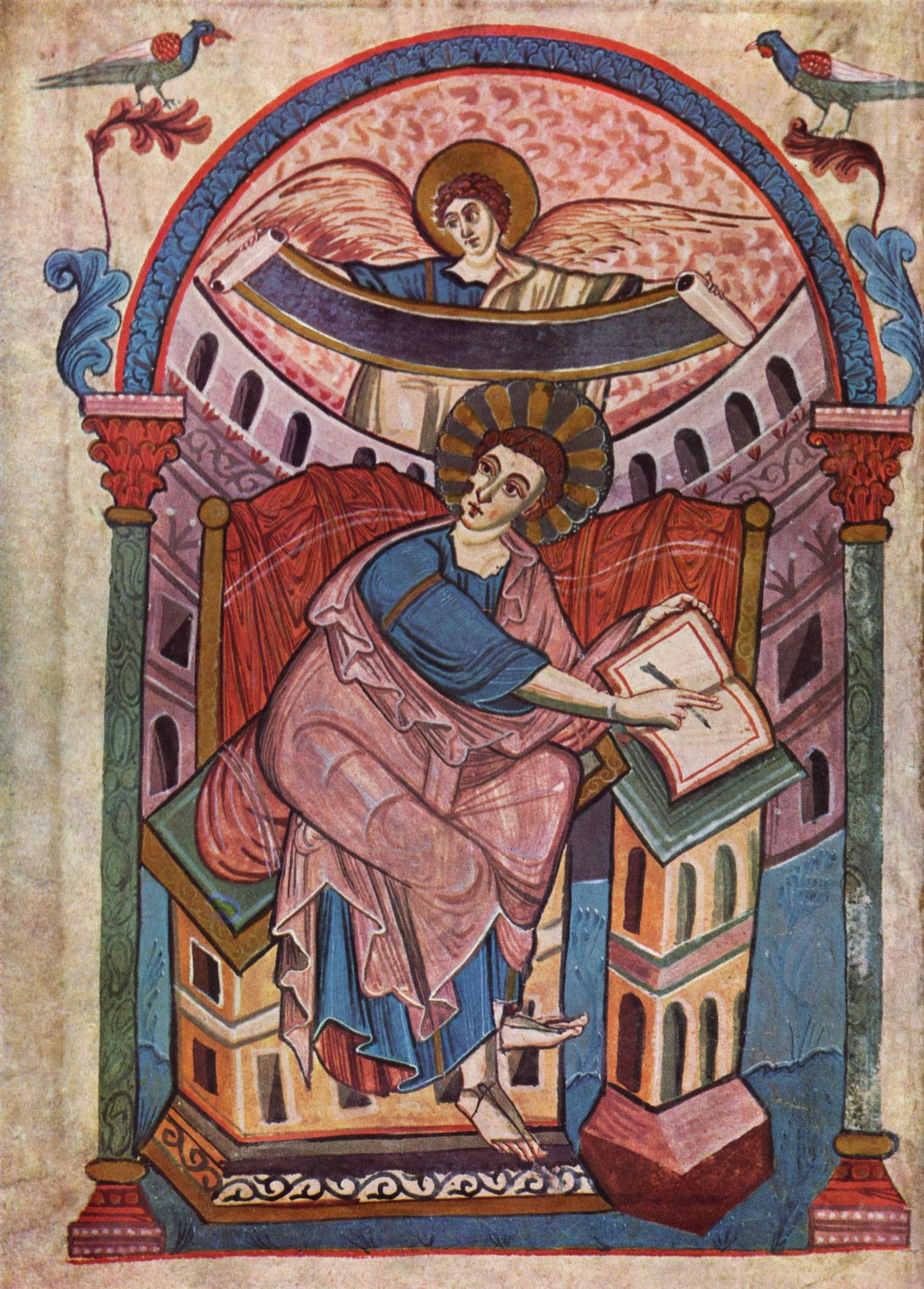
L'Évangéliste Matthieu dans les Évangiles d'Ada (Aix-la-Chapelle, vers 800).

Vers 790 paraît la première partie du manuscrit d'Ada, ainsi qu'un évangéliaire de Saint-Martin-des-Champs. Il s'ensuit le Psautier de Dagulf, nommé d'après son scribe, vers 795, commandé par Charlemagne lui-même, selon le poème de dédicace, et qui est destiné à être un cadeau au pape Adrien Ier. Avant la fin du VIIIe siècle, on compte l’Évangéliaire de Saint-Riquier et celui de Londres, vers 800, l'évangéliaire de Saint-Médard de Soissons, ainsi que la deuxième partie du manuscrit d'Ada, et, en 810, l'Évangéliaire de Lorsch. Un fragment d'un évangéliaire à Londres clôt la liste des manuscrits enluminés de l'école de la cour. Elle paraît se disperser après la mort de Charlemagne. Son influence jusqu'alors si puissante ne laisse que peu de traces dans les décennies suivantes. On ne peut en trouver qu'à Fulda, à Mayence, à Salzbourg, dans les environs de Saint-Denis, ainsi que dans quelques scriptoriums franciques du nord-est.

#### Le groupe de l'Évangéliaire du Couronnement de Vienne ou école du Palais

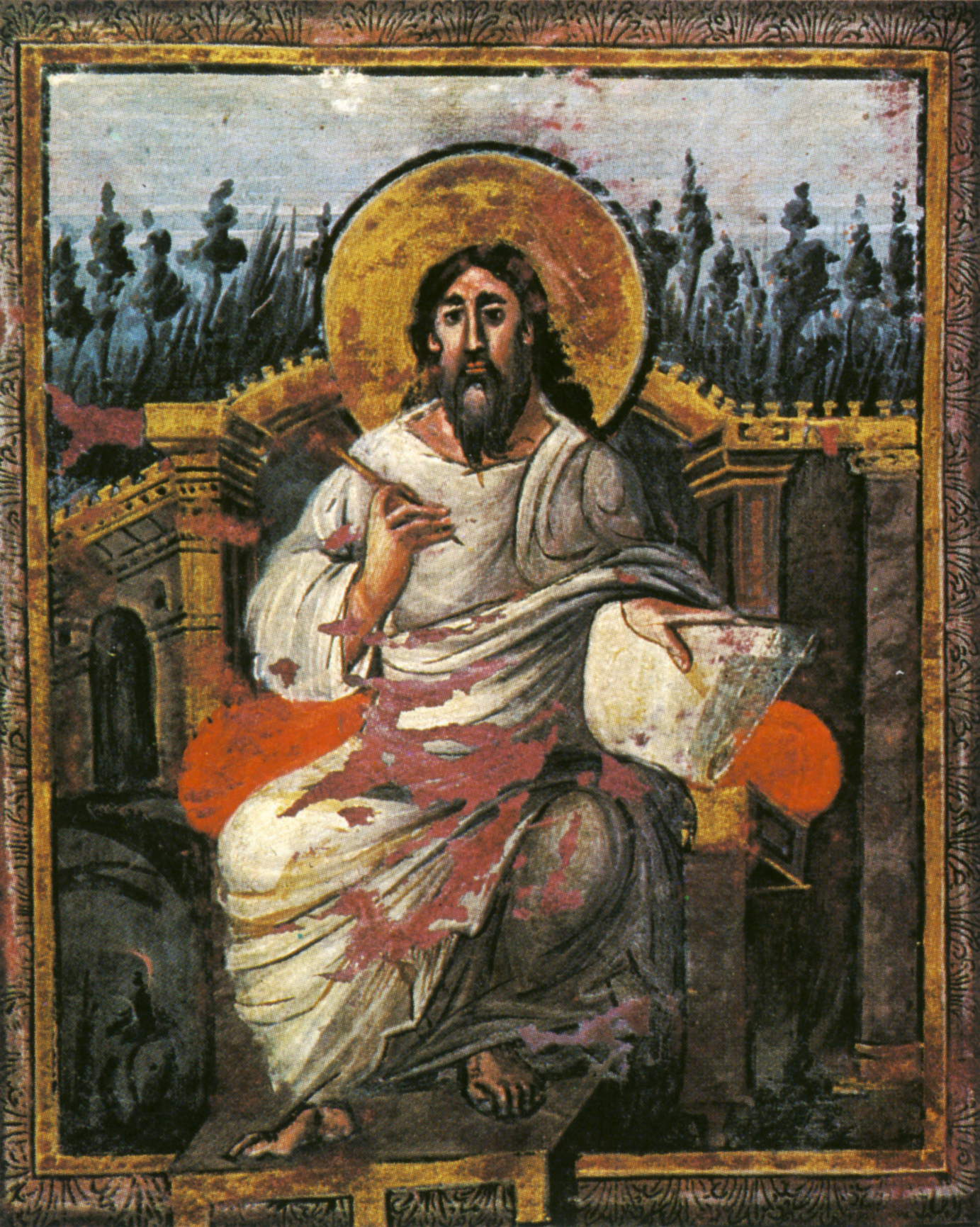
L'Évangéliste Jean dans l’Évangéliaire du Couronnement (Aix-la-Chapelle, peu avant 800).

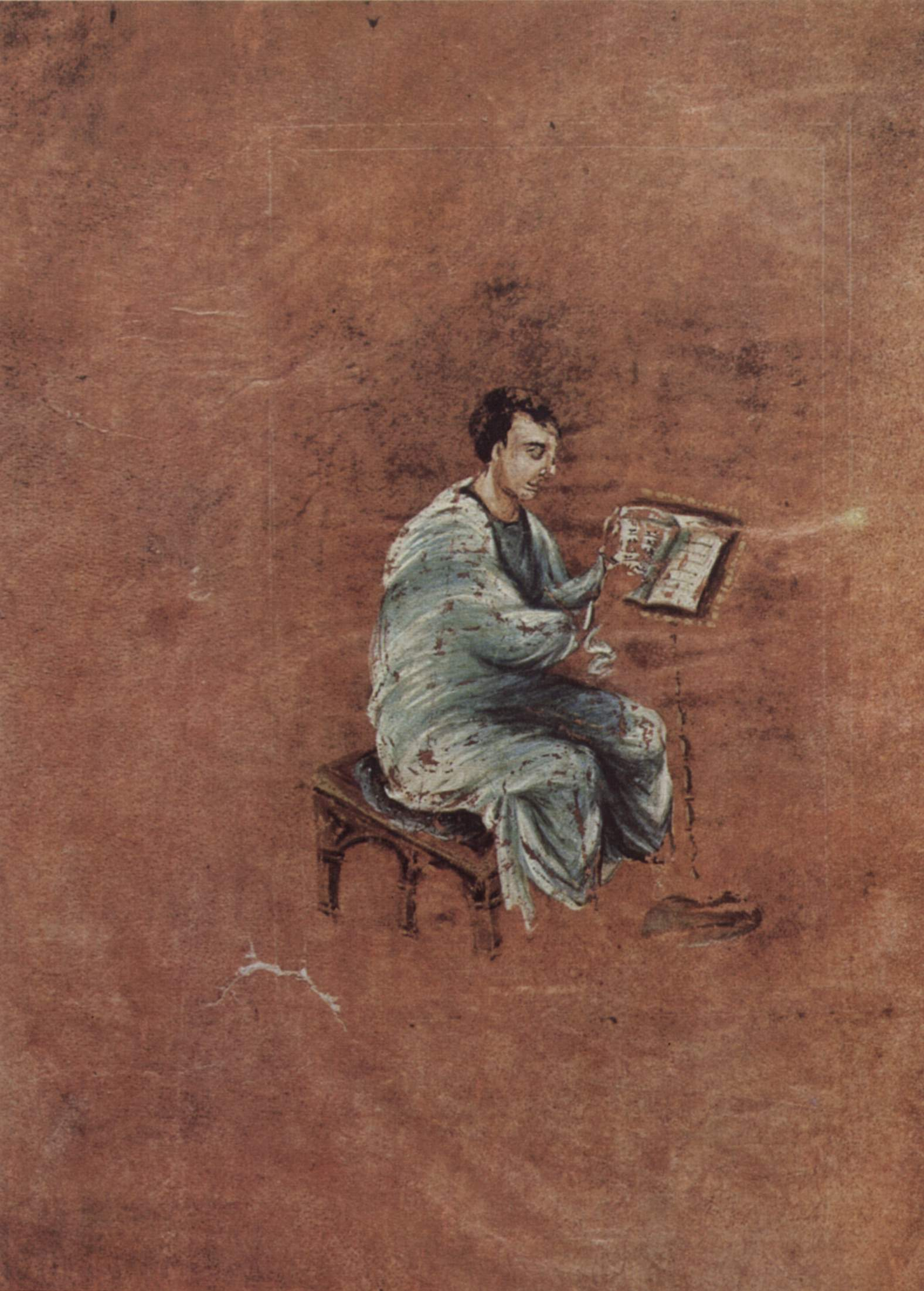
Évangéliste des Évangiles de Xanten, (Aix-la-Chapelle, début du IXe siècle).

Un deuxième groupe de manuscrits, provenant aussi d'Aix-la-Chapelle, mais clairement distinct du groupe d'enluminures de la cour, reste plutôt dans la tradition hellénistique-byzantine, et se regroupe autour de l’Évangéliaire du couronnement de Vienne. Il  est fondé vers 800. Selon la légende, c'est l'empereur Otton III du Saint Empire Romain Germanique qui trouve ce manuscrit de prestige au  moment de l'ouverture du tombeau de Charlemagne en l'an 1000. Depuis, ce manuscrit, des plus importants sur le plan artistique, fait partie du Trésor impérial, et les empereurs et rois allemands prêtent leur serment de couronnement sur cet Évangéliaire. Les manuscrits du groupe de l'Évangéliaire du Couronnement de Vienne proviennent de l'école du Palais, et non de l'école de la cour de Charlemagne. Trois autres manuscrits connus appartiennent à ce groupe : les Évangiles d'Aix-la-Chapelle, l’Évangéliaire de Xanten, un évangéliaire conservé à Brescia, qui remontent tous au début du IXe siècle.
Les manuscrits du groupe de l'Évangéliaire du Couronnement de Vienne n'ont pas de prédécesseurs en Europe du Nord. La virtuosité sans effort avec laquelle les formes de l'antiquité tardive sont réalisées doit avoir été apprise par les artistes à Byzance, peut-être en Italie. Par comparaison avec le groupe d'Ada de l'école de la cour, il leur manque en particulier l'horreur du vide. Les personnages des Évangélistes, animés par des élans dynamiques, sont représentés dans la position des philosophes antiques. Leurs corps modelés avec force, leurs paysages aérés et lumineux, leurs personnifications mythologiques et autres motifs classiques donnent aux œuvres le caractère atmosphérique et illusionniste de la peinture hellénistique.
À l'époque de Charlemagne, l'école du Palais est un cas relativement particulier de l'enluminure, qui reste dans l'ombre de l'école de la cour. Après la mort de Charlemagne, c'est plutôt cette école de peinture qui prend une influence bien plus forte que l'école d'Ada  sur l'enluminure carolingienne.

### L'enluminure à l'époque de Louis le Pieux

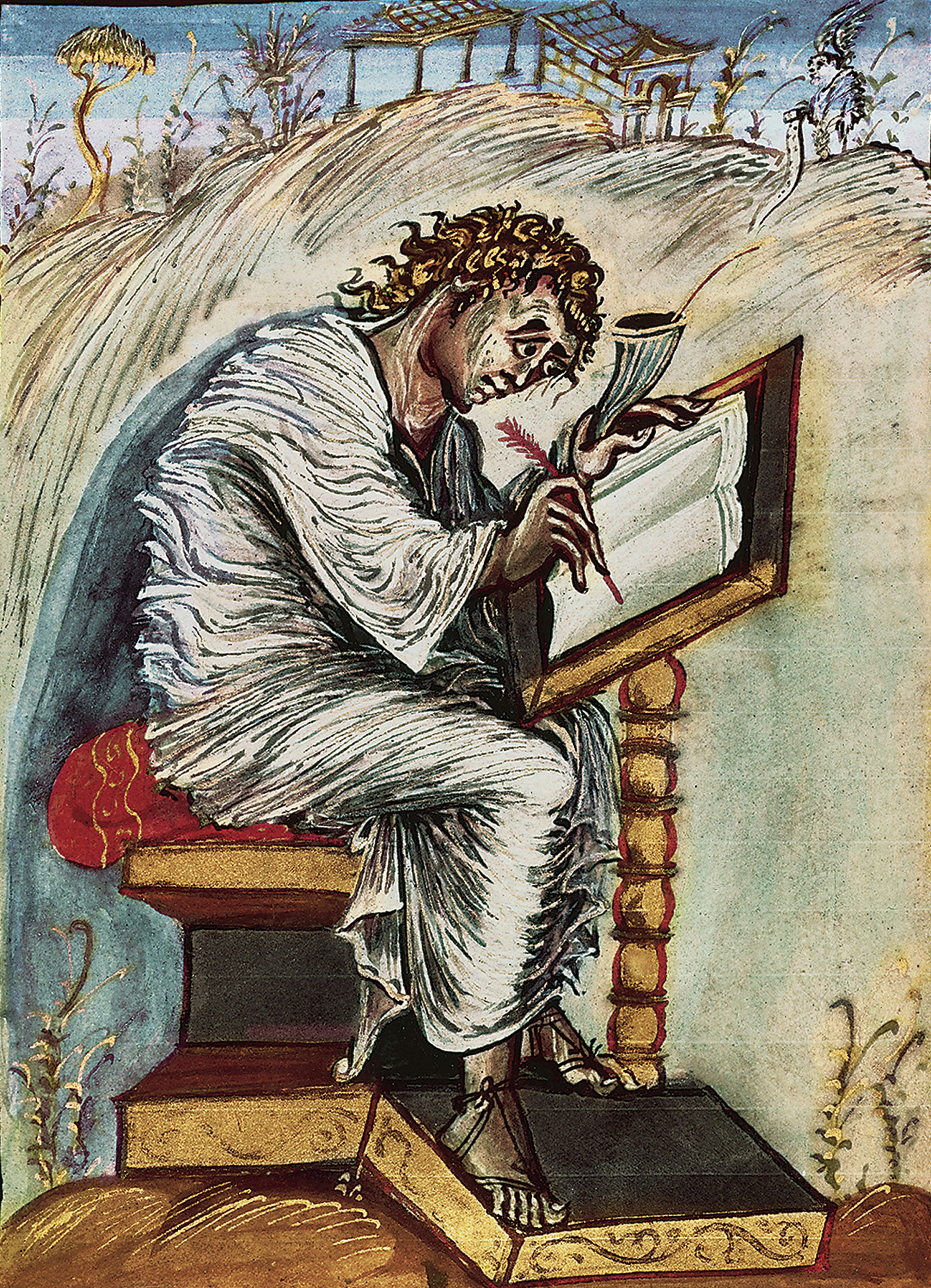
Évangéliaire d'Ebbon : l'Évangéliste Matthieu (Reims, entre 816 et 835).

Après la mort de Charlemagne, sous le règne de Louis le Pieux (qui règne de 814 à 840), l'art de la cour se déplace  vers Reims, où, entre 820 et le début des années 830, sous l'archevêque Ebon de Reims, on apprécie surtout l'Évangéliaire du couronnement de Vienne. Avant sa nomination à Reims en 816, Ebbon est considéré comme le « bibliothécaire de la cour » d'Aix-la-Chapelle, et il apporte l'héritage de la renaissance carolingienne. Les enlumineurs rémois enracinés dans une autre tradition graphique transforment le style déjà vivant de l'école du Palais en un style de dessin expressif, avec des lignes en tourbillons nerveux et des personnages dans une extase agitée. Les images à grands traits épais et déchiquetés sont très éloignées de la construction tranquille de l'école de la cour. À Reims et dans l'abbaye Saint-Pierre d'Hautvillers proche, émergent comme chefs-d'œuvre, vers 825, l'Évangéliaire d'Ebbon, et (peut-être du même artiste) l'extraordinaire Psautier d'Utrecht, illustré en noir et blanc avec des dessins à la plume, ainsi que le Physiologus de Berne et l'Évangéliaire de Blois. Les 166 illustrations du Psautier d'Utrecht présentent, à côté des illustrations paraphrasant les psaumes, de nombreuses scènes de la vie de tous les jours.

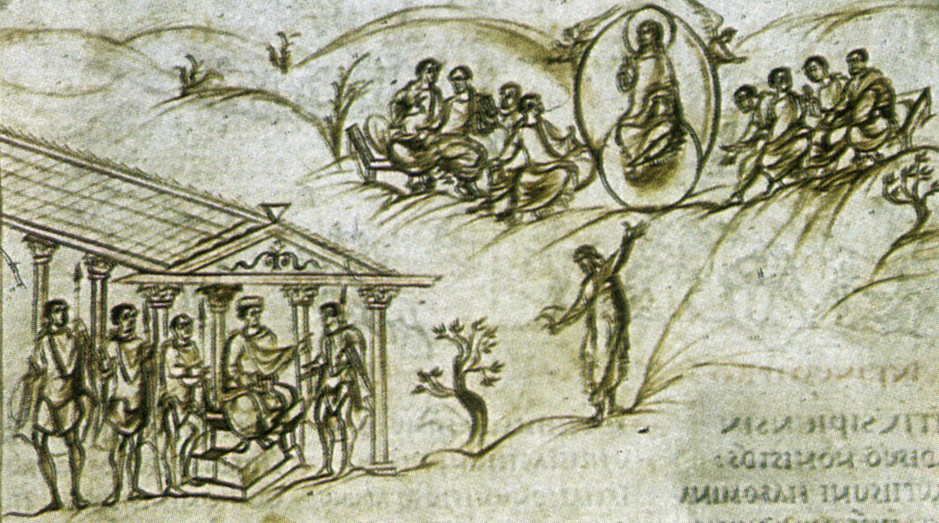
Illustration de psaumes dans le Psautier d'Utrecht (Reims, vers 825).

À côté de la cour impériale réapparaissent peu à peu les grands monastères et sièges épiscopaux de l'Empire avec des scriptoria puissants. Alcuin, précédemment conseiller religieux et culturel de Charlemagne, est envoyé comme abbé à Saint-Martin de Tours, pour porter les idées de la renaissance dans cette ville importante de l'Empire. Sous l'influence critique d'Alcuin, le scriptorium fleurit, mais au début, l'enluminure manque aux manuscrits. On ne la trouve en quantité que sous ses successeurs. Dans la querelle des images, Alcuin est évidemment critique envers les représentations de personnages, si bien que les Bibles faites sous son autorité sont ornées uniquement avec de remarquables tables canoniques, comme la Bible d'Alcuin (it).

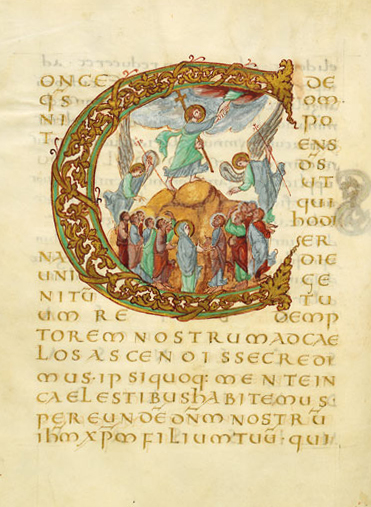
Initiale C dans le Sacramentaire de Drogon (Metz, 842).

Sous l'archevêque Drogon de Metz (823–855), un bâtard de Charlemagne, l'école de Metz s'associe à l'école de la cour. Le sacramentaire de Drogon est le chef-d'œuvre de cet atelier, dont les travaux conservés comprennent un manuel de calcul astronomique. La contribution originale de l'école de Metz est l'initiale historiée, une lettre ornée, peuplée de représentations scéniques, qui devient l'élément le plus original de toute l'enluminure médiévale.

### Les écoles de cour de Charles le Chauve et de Lothaire

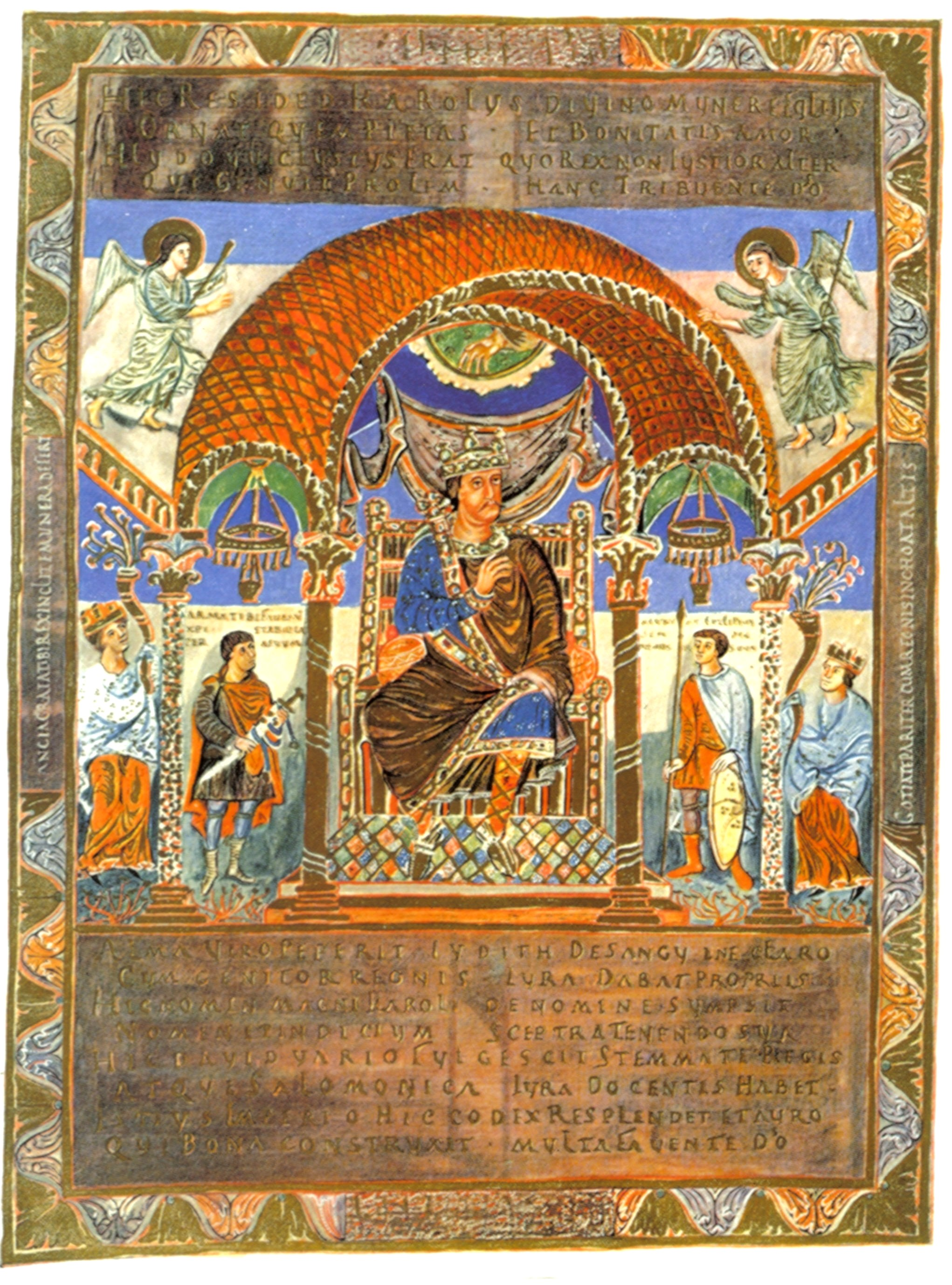
Charles le Chauve dans le Codex aureus de Saint-Emmeran (probablement Saint-Denis, vers 870).

Après la partition de l'Empire carolingien par le traité de Verdun en 843, l'enluminure carolingienne atteint son apogée, autour du roi de Francie occidentale Charles II le Chauve (roi de Francie occidentale de 843 à 877 et empereur d'Occident de 875 à 877). Le directeur de l'école de la cour de Charles le Chauve est Johannes Scotus Eriugena, qui formule la théorie artistique destinée à orienter les concepts esthétiques de l'ensemble du Moyen Âge. C'est l'abbaye de Tours qui prend la tête de l'enluminure, sous l'abbé Adalhard (834–843) et le comte Vivien (844–851). À partir de 840 environ, des Bibles complètes illustrées en format géant voient le jour, destinées en particulier aux fondations de nouveaux monastères, et parmi elles, la Bible de Moutier-Grandval (vers 840) et la Bible de Vivien (846). Après la paix entre les fils de Charlemagne, l'abbaye resserre les liens avec Lothaire. L'école de Tours atteint son apogée artistique avec l’évangéliaire de Lothaire. L'atelier de Tours est sous l'influence directe et puissante de l'école de Reims. Le scriptorium de Tours est le seul, dans toute l'ère carolingienne, qui soit resté productif durant plusieurs générations, mais sa destruction par les Normands en 853 annihilie sa prospérité.
On peut considérer Tours comme le siège de l'école de la cour de Charles le Chauve, mais après la destruction du monastère, c'est vraisemblablement la basilique Saint-Denis près de Paris qui reprend ce rôle. Charles le Chauve y est nommé abbé laïc en 867. Certains manuscrits d'après 850 en proviennent. Ils sont particulièrement richement ornés, comme le Psautier de Charles le Chauve (après 869) et un fragment du sacramentaire de Charles le Chauve. Parmi les manuscrits somptueux ont compte le codex aureus de Saint-Emmeran, enluminé vers 870 sur commande de Charles le Chauve et, à la même époque, la Bible de Saint-Paul-hors-les-Murs, écrite en encre d'or sur fond pourpre, avec 24 enluminures en pleine page et 36 pages initiales ornées.
L'école de la cour de Lothaire s'est probablement établie à Aix-la-Chapelle. Elle reprend le style de l'école du Palais de Charlemagne, et maintient apparemment des liens étroits avec le scriptorium de Reims, comme le montrent les Évangiles de Clèves.

### L'enluminure hors des écoles de cour

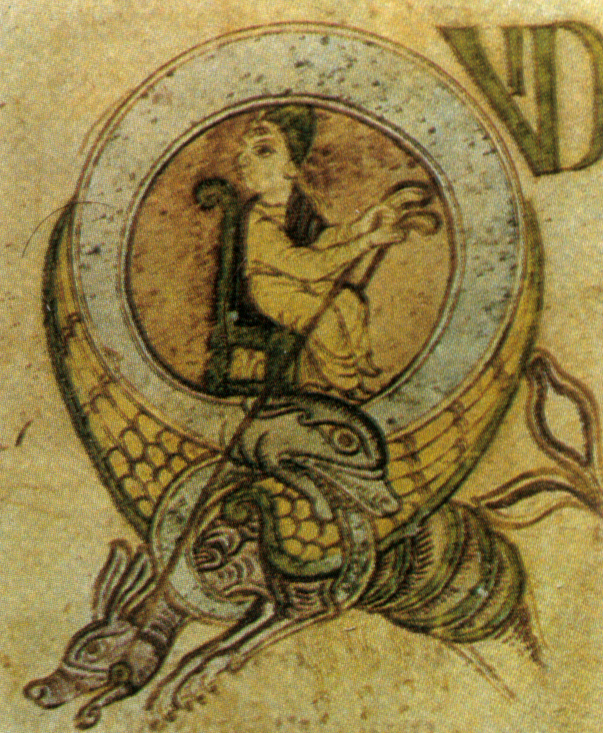
Initiale d'un psautier de Corbie (vers 800). Bibliothèque d'Amiens, Ms.18.

Tandis que les illustrations les plus importantes voient le jour dans les cours carolingiennes ou dans des abbayes ou sièges épiscopaux étroitement liés avec la cour, beaucoup d'ateliers monacaux cultivent leurs propres traditions, marquées en partie par l'enluminure insulaire, ou même le style mérovingien. Dans certains cas, cela conduit à des réalisations originales.
L'art du livre de l'abbaye de Corbie a déjà joué un rôle important pour l'enluminure à l'ère mérovingienne, et l'écriture de cette abbaye est censée avoir été la base de la minuscule caroline. On remarque un psautier de Corbie (vers 800), dont les initiales ornées n'ont rien à voir avec celles de l'enluminure insulaire, mais qui anticipent sur l’enluminure romane. Dès 788 environ, le Psautier de Montpellier, richement décoré, probablement  réalisé pour un membre de la famille ducale de Bavière, voit le jour à l’abbaye du Mondsee.
Les Bibles et les évangéliaires, écrits durant le premier quart du IXe siècle sous la direction de l'évêque Théodulf d'Orléans, forment un cas particulier. Théodulf est, à côté d'Alcuin, le grand théologien de la cour de Charlemagne, et vraisemblablement l'auteur des Libri Carolini. Il est encore plus porté à  l'iconoclasme qu'Alcuin, si bien que les codex de son scriptorium, sont certes des manuscrits de prix, écrits avec de l'encre d'or et d'argent sur fond pourpre, mais l'ornementation s'y limite à des tables canoniques. Un évangéliaire de l'abbaye de Fleury, qui dépend du diocèse d'Orléans, contient, à côté de 15 tables canoniques, une seule enluminure avec les symboles des Évangélistes.

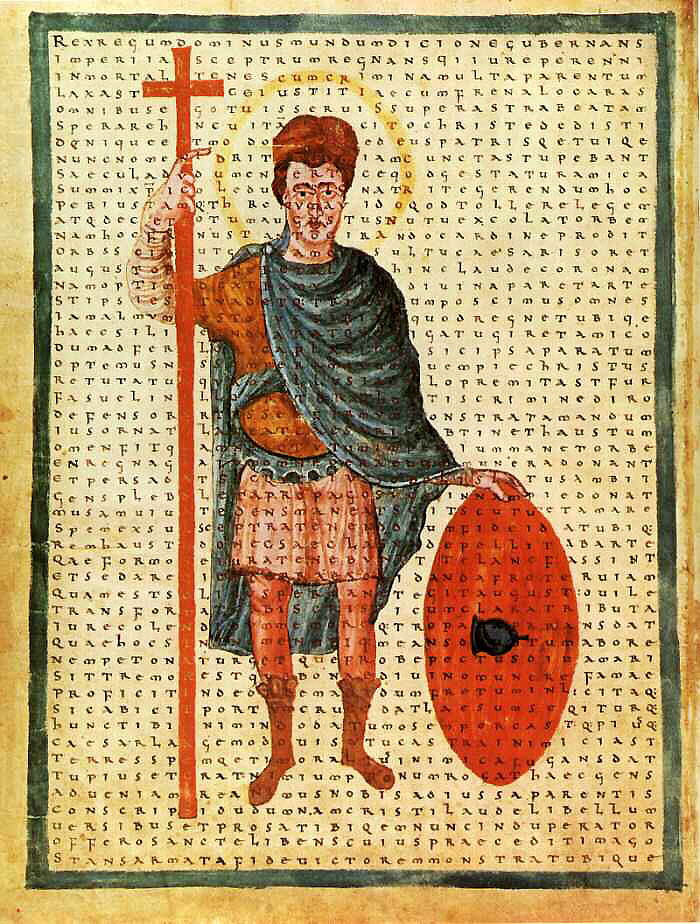
Illustration pour De Laudibus Sanctae Crucis de Raban Maur (Fulda, vers 840. Codex Vaticanus Reginensis latinus 124.).

L'école de Fulda est apparemment une des rares qui puisse être située dans la tradition de l'école de la cour d'Aix-la-Chapelle. Cette dépendance se manifeste dans l’Évangéliaire de Fulda à Würzburg du milieu du IXe siècle. Mais elle fait cependant aussi des emprunts à des modèles grecs, comme la silhouette auréolée de Louis le Pieux dans une copie du De Laudibus Sanctae Crucis de Raban Maur, poème en image, complètement entouré de texte, qui prend exemple sur des représentations de Constantin le Grand. Raban Maur, un élève d'Alcuin, est, jusqu'en 842, abbé de l'abbaye de Fulda.

### Le passage à l'art ottonien

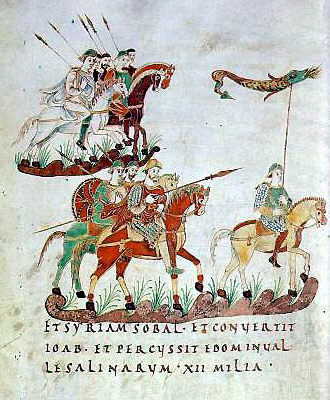
Le Psautier d'or de Saint-Gall (2e moitié du IXe siècle, avant 883) est le manuscrit le plus célèbre de l'école de Saint-Gall.

Après la mort de Charles le Chauve, en 877, commence, pour environ un siècle, une époque infructueuse quant à l'art graphique. L'enluminure ne survit que dans les abbayes, la plupart du temps à un niveau modeste, et les cours des seigneurs carolingiens ne jouent plus aucun rôle. Avec le changement des rapports de force, les monastères de la Francie orientale prennent une importance croissante. Le style des initiales de l'abbaye de Saint-Gall, mais aussi les enluminures des abbayes de Fulda et de Corvey jouent un rôle d'intermédiaire vers l’enluminure ottonienne. Les scriptoriums de Lorsch, de Saint-Emmeran à Ratisbonne, de Würzburg, du Mondsee, de Reichenau, de Mayence et de Salzbourg sont les centres monacaux de Francie orientale. C'est surtout ceux à proximité des Alpes qui entretiennent des échanges artistiques étroits avec l'Italie du nord.

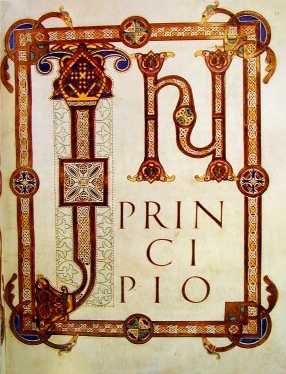
Page initiale IN PRINCIPIO de la seconde Bible de Charles le Chauve (Saint-Amand, entre 871 et 873).

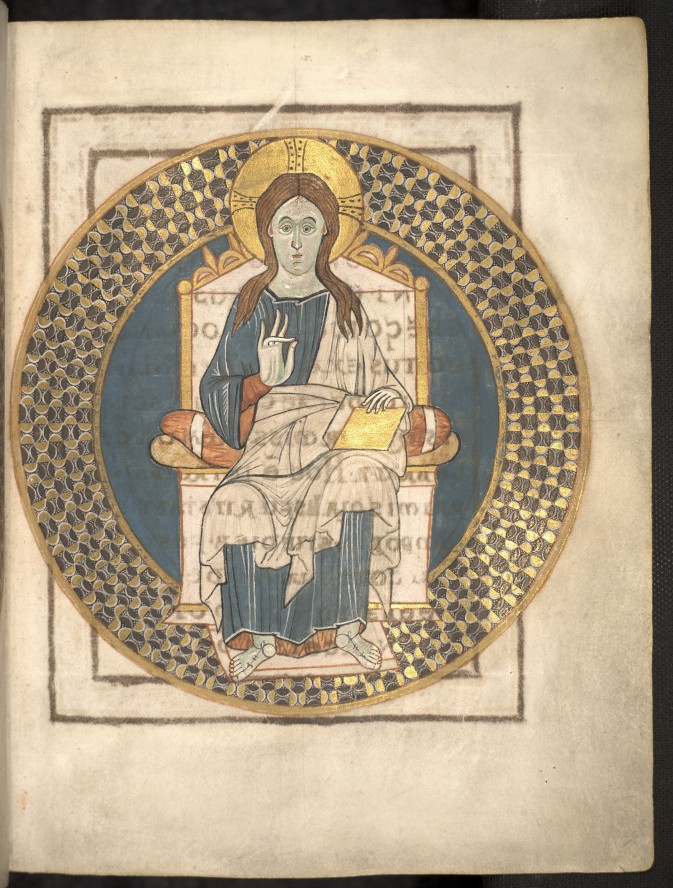
Le Christ en gloire du sacramentaire de Petershausen, (Abbaye de Reichenau, vers 970) est une copie de l'original du Christ en gloire dans l’Évangéliaire de Lorsch (Aix-la-Chapelle, vers 810).

Dans ce qui constitue aujourd'hui la France du nord, se développent de manière renforcée à partir de la seconde moitié du IXe siècle, l'école franco-saxonne (pour franco-anglo-saxonne), dont la beauté des livres reste largement limitée à l'ornementation, en revenant à l'enluminure insulaire. Un rôle précurseur est joué par l'abbaye de Saint-Amand ; en outre, apparaissent, dans ce mouvement, les abbayes de Saint-Vaast à Arras, de Saint-Omer et de Saint-Bertin. De cette dernière abbaye provient le Psautier de Louis le Germanique, écrit dans le troisième quart du IXe siècle. Le manuscrit le plus important de l'école franco-saxonne est la Seconde Bible de Charles le Chauve, qui voit le jour entre 871 et 873 dans le couvent de Saint-Amand.
Ce n'est que vers 970 que prend place dans l'enluminure un style nouveau, de forme nettement modifiée, sous les nouveaux auspices de la maison seigneuriale maintenant saxonne. L'art ottonien est désigné, par analogie avec la carolingienne, « renaissance ottonienne », mais celle-ci ne s'appuie pas directement sur les modèles antiques. Elle s'inspire plus de l'enluminure carolingienne, influencée par l'art byzantin. C'est ainsi que se développe l’enluminure ottonienne, un langage marqué de formes spécifiques et homogènes. Elle débute néanmoins sur des adaptations d'œuvres carolingiennes. C'est ainsi qu'à la fin du Xe siècle, dans l'abbaye de Reichenau, le Christ en gloire de l'Évangéliaire de Lorsch est exactement recopié, en réduction, sur le sacramentaire de Petershausen et le codex de Gero.